# Familiale routière

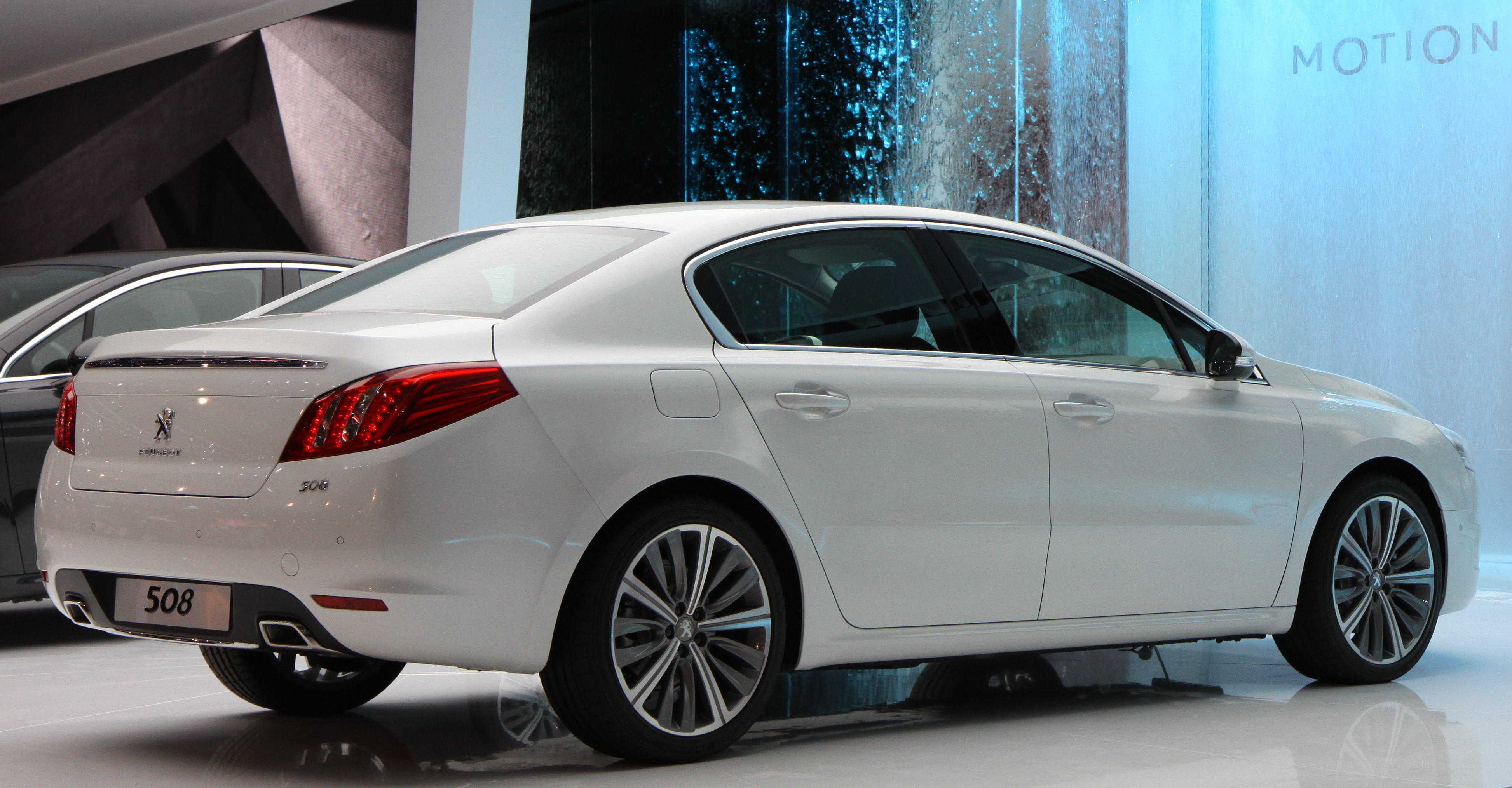
Peugeot 508, une familiale routière tricorps en 2011.

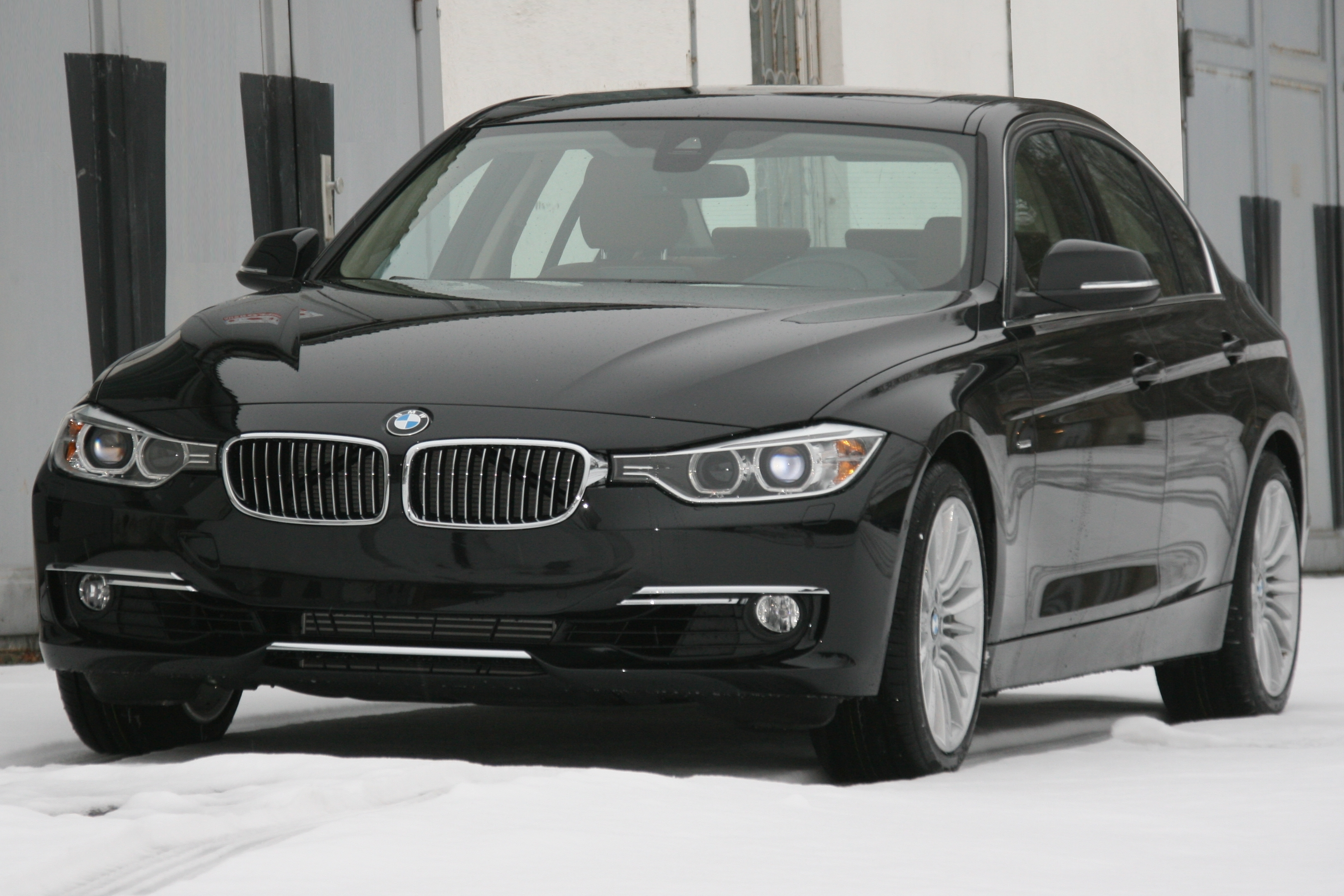
BMW série 3, familiale routière premium la plus produite dans le monde.

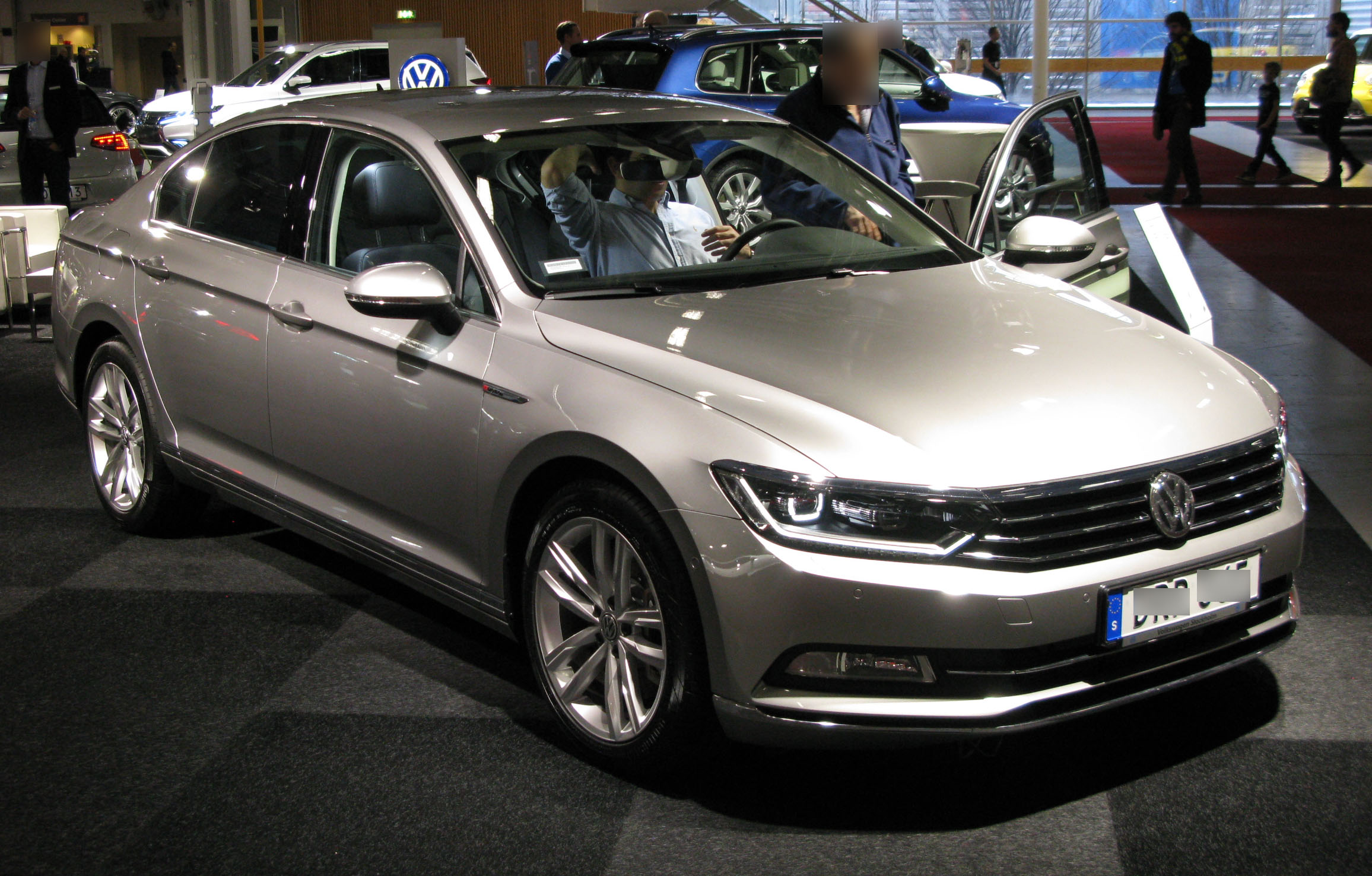
Passat B8, voiture de l'année 2015 en Europe.

Une familiale routière, ou simplement familiale, est une automobile du segment D, plus grande et généralement plus puissante qu'une familiale compacte mais plus petite qu'une grande routière. Elles sont faites pour le transport sur de plus longues distances de cinq à six personnes. En Europe, leur taille varie en moyenne de 4,60 m à 4,90 m,. 
Ce segment est appelé « intermédiaire » (mid-size car) en Amérique du Nord où une familiale désigne un break.

## Types de véhicule
Les familiales routières sont souvent des voitures à trois volumes mais certaines sont équipées d'un hayon. Ces  voitures sont généralement déclinées en berline et en break.

## Modèles actuels

### Modèles vendus en Europe

#### Modèles à hayon

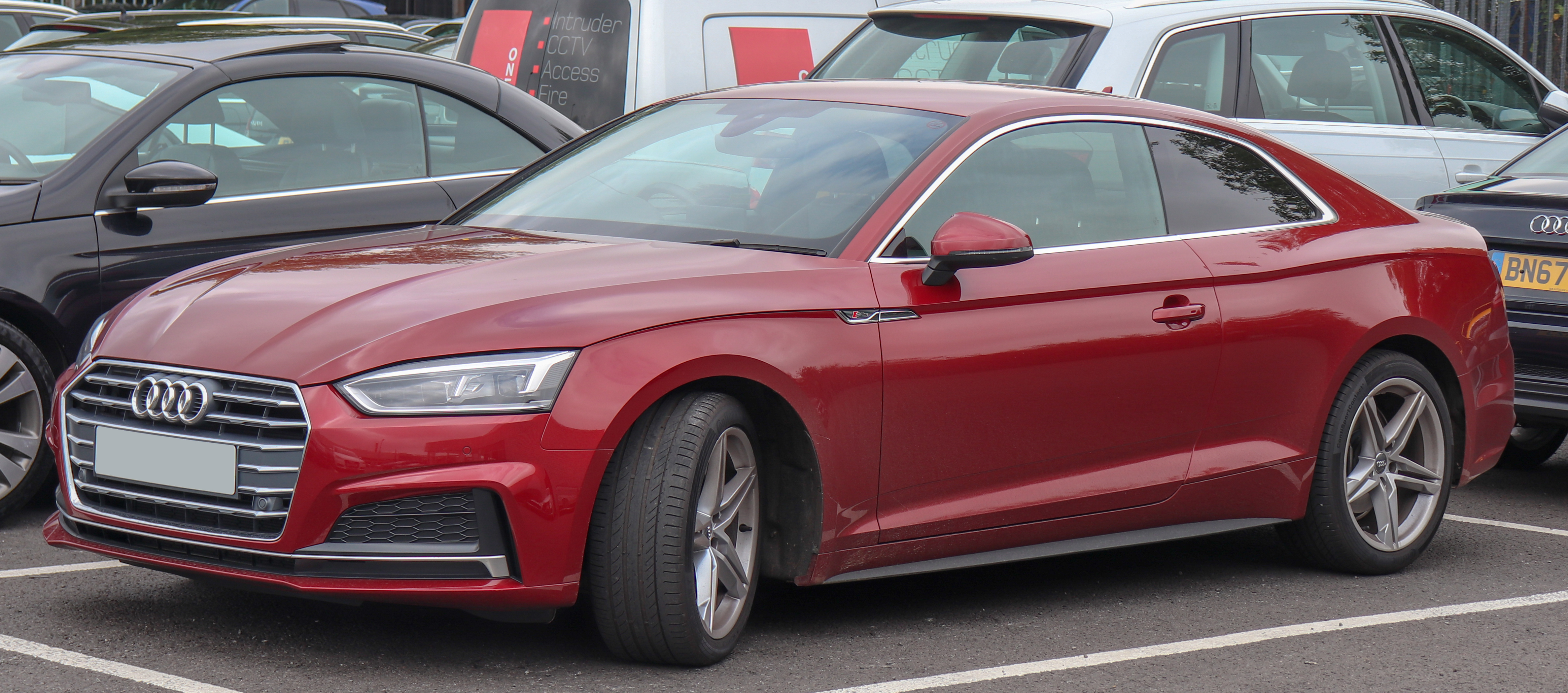
Audi A5 Sportback
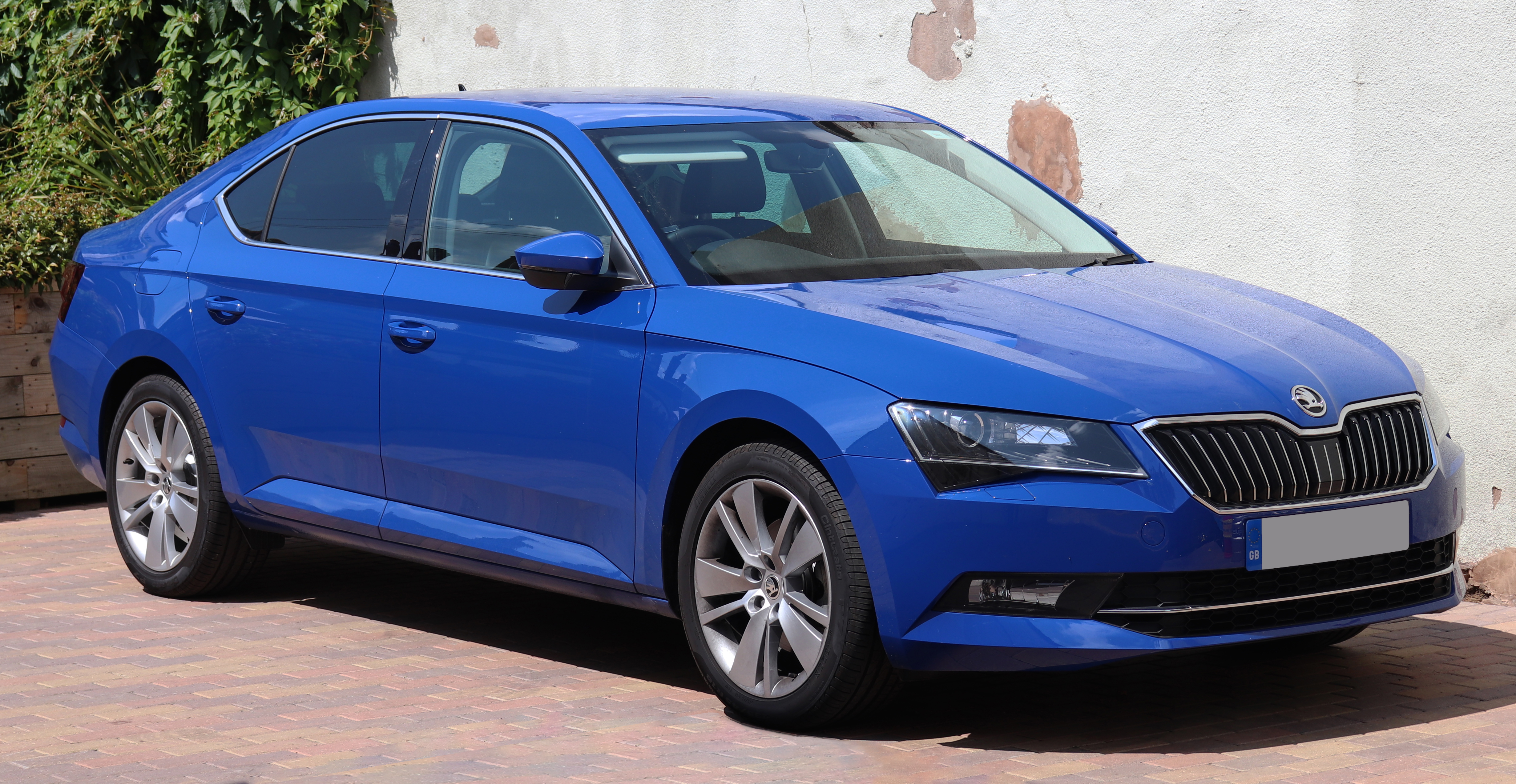
Skoda Superb
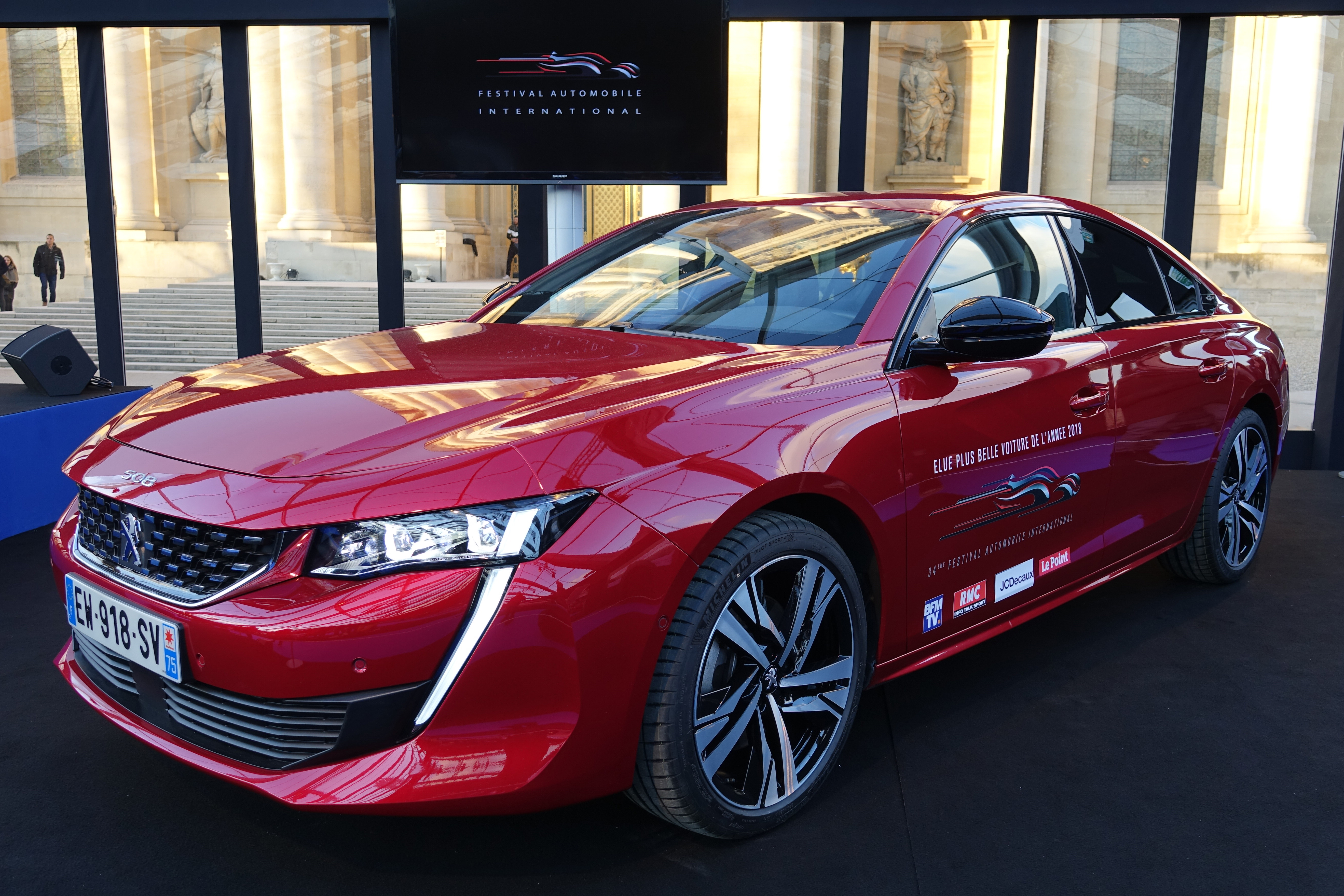
Peugeot 508 II

#### Modèles tricorps

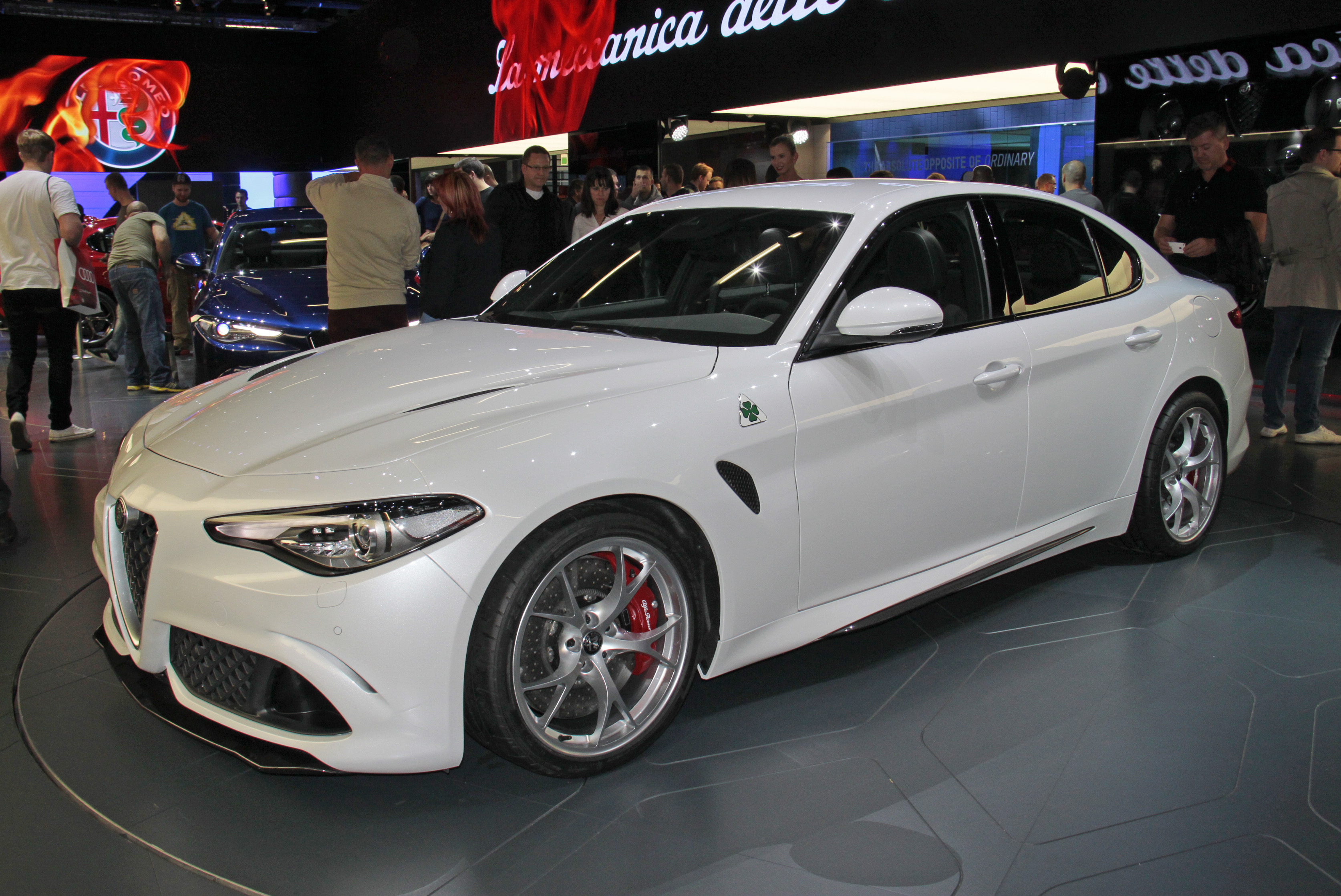
Alfa Romeo Giulia
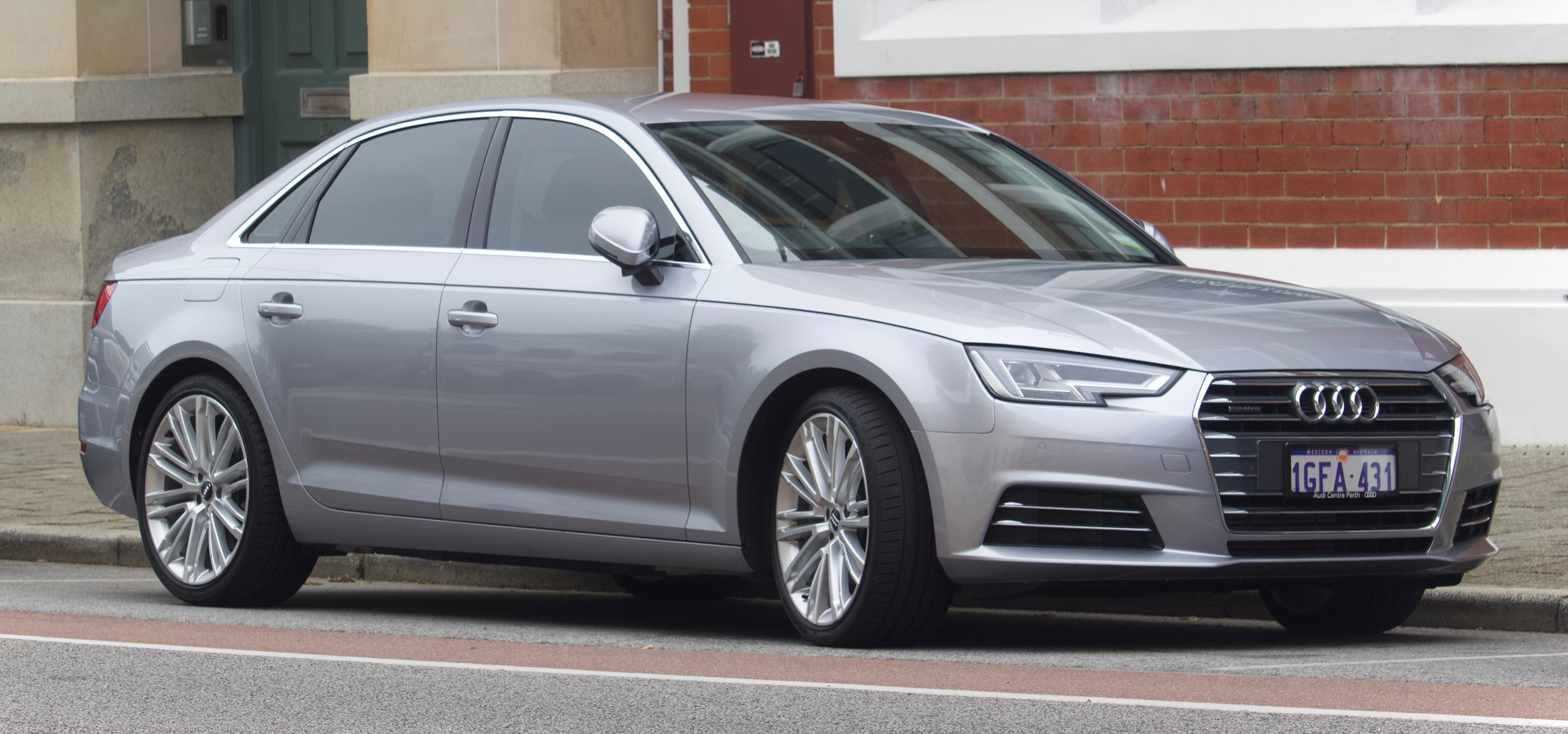
Audi A4
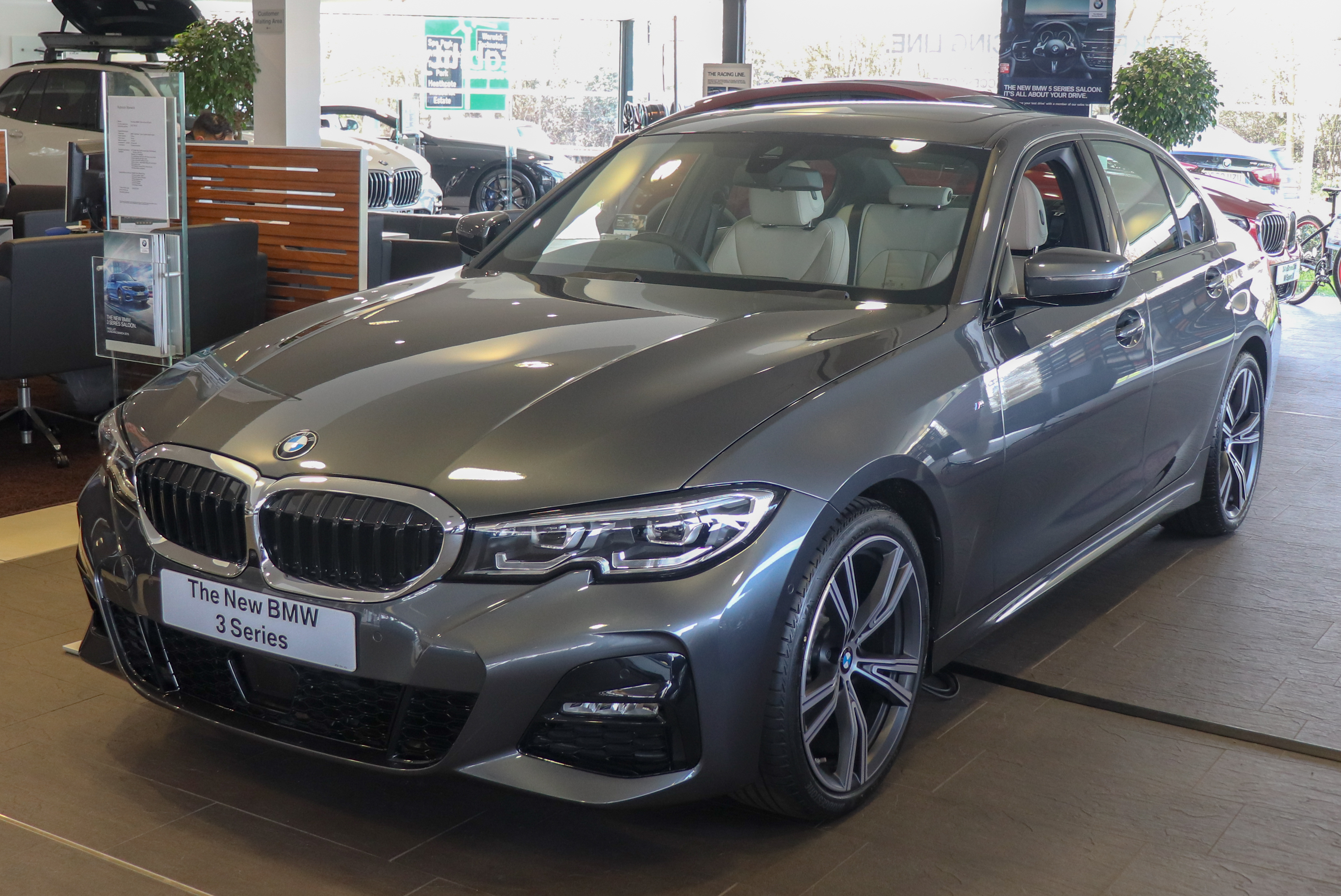
BMW série 3
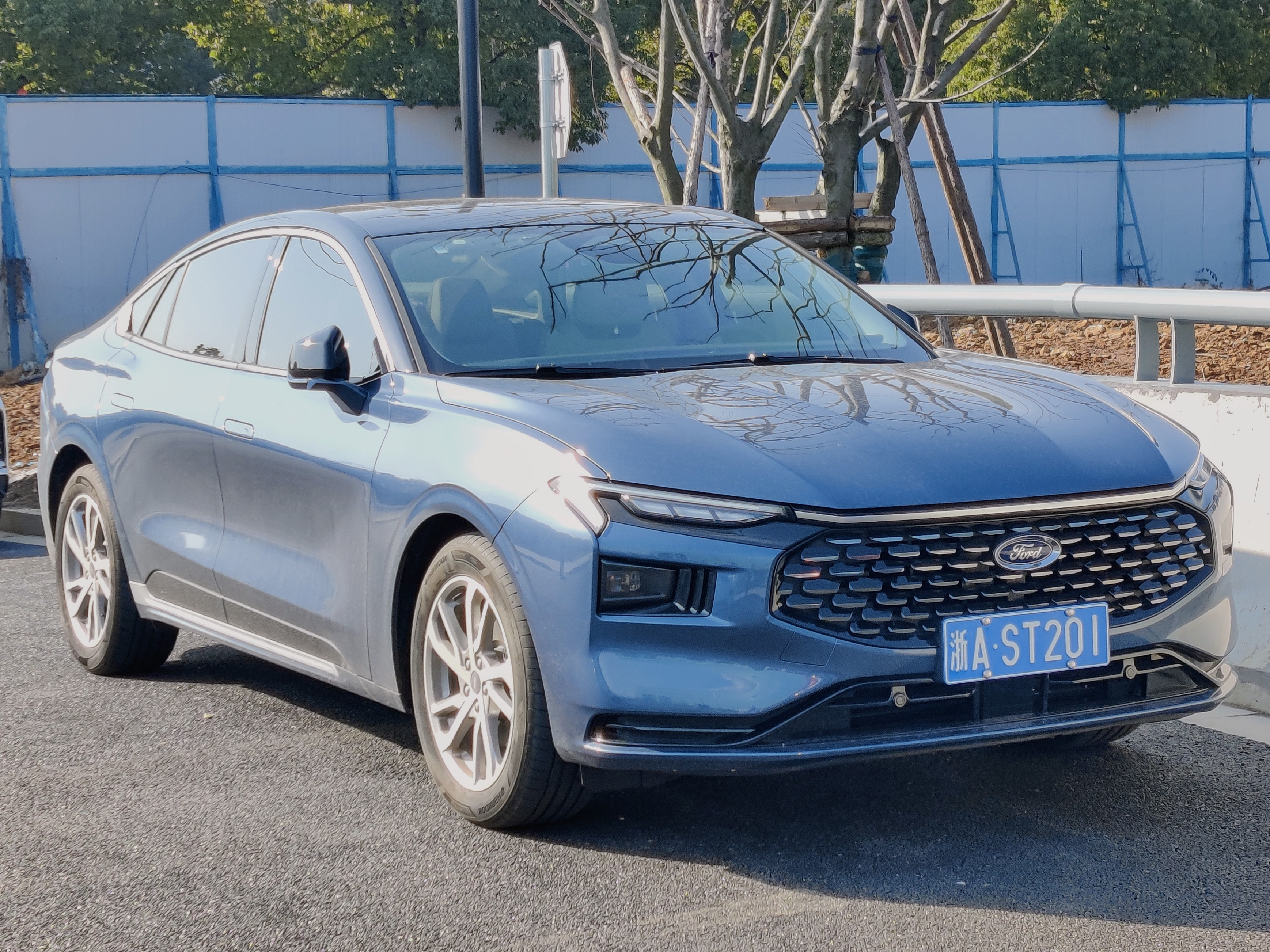
Ford Mondeo
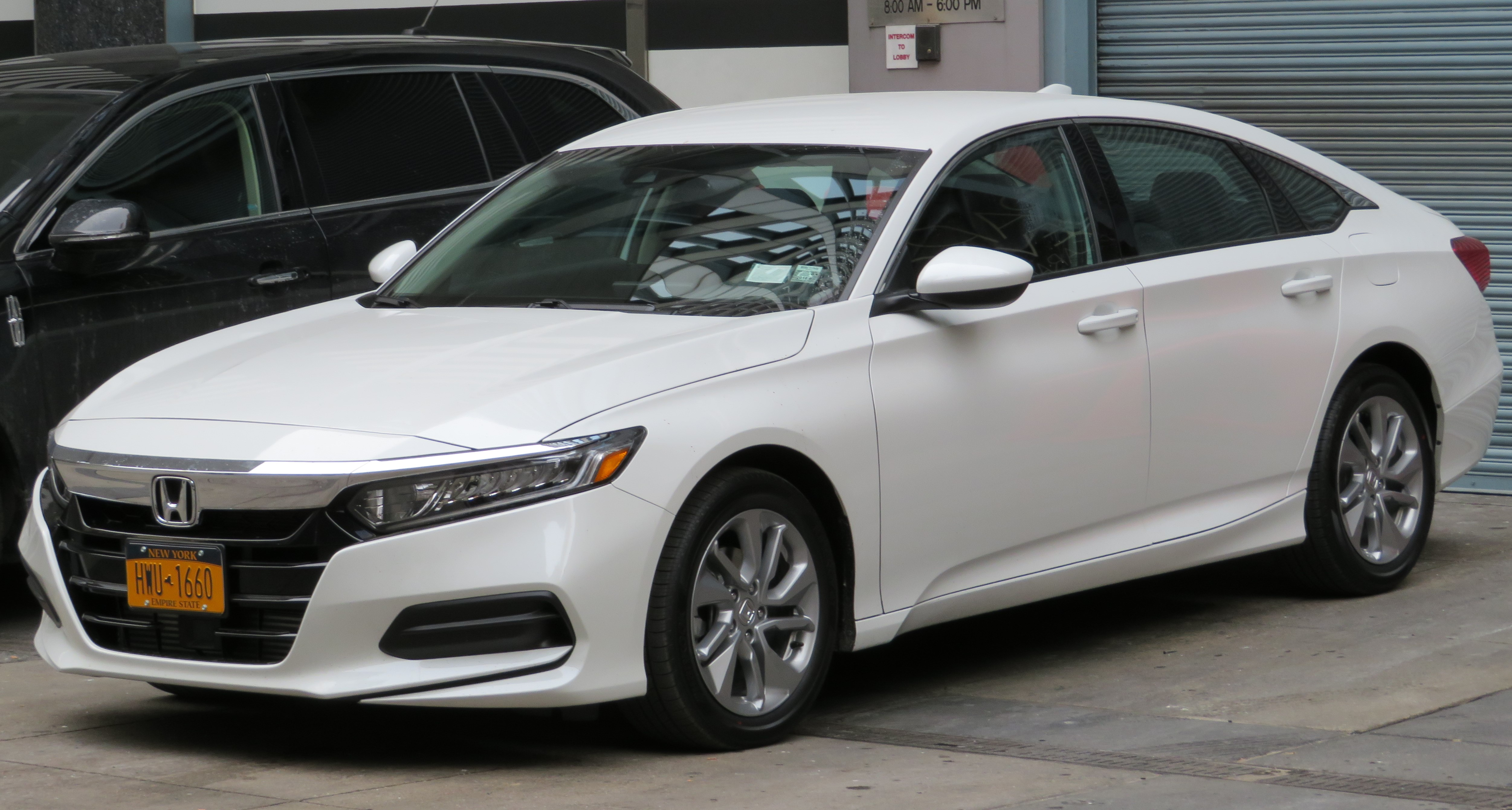
Honda Accord
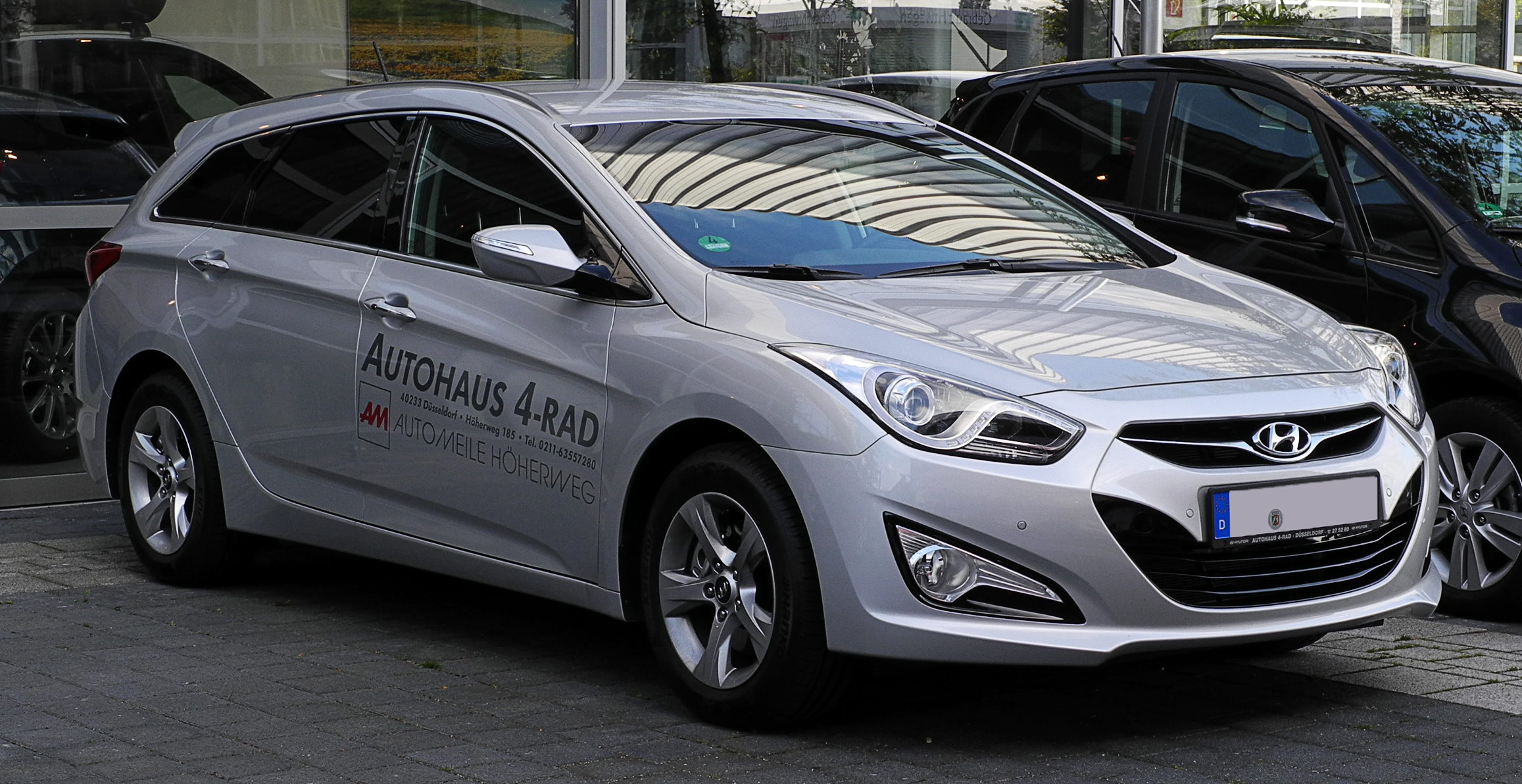
Hyundai i40
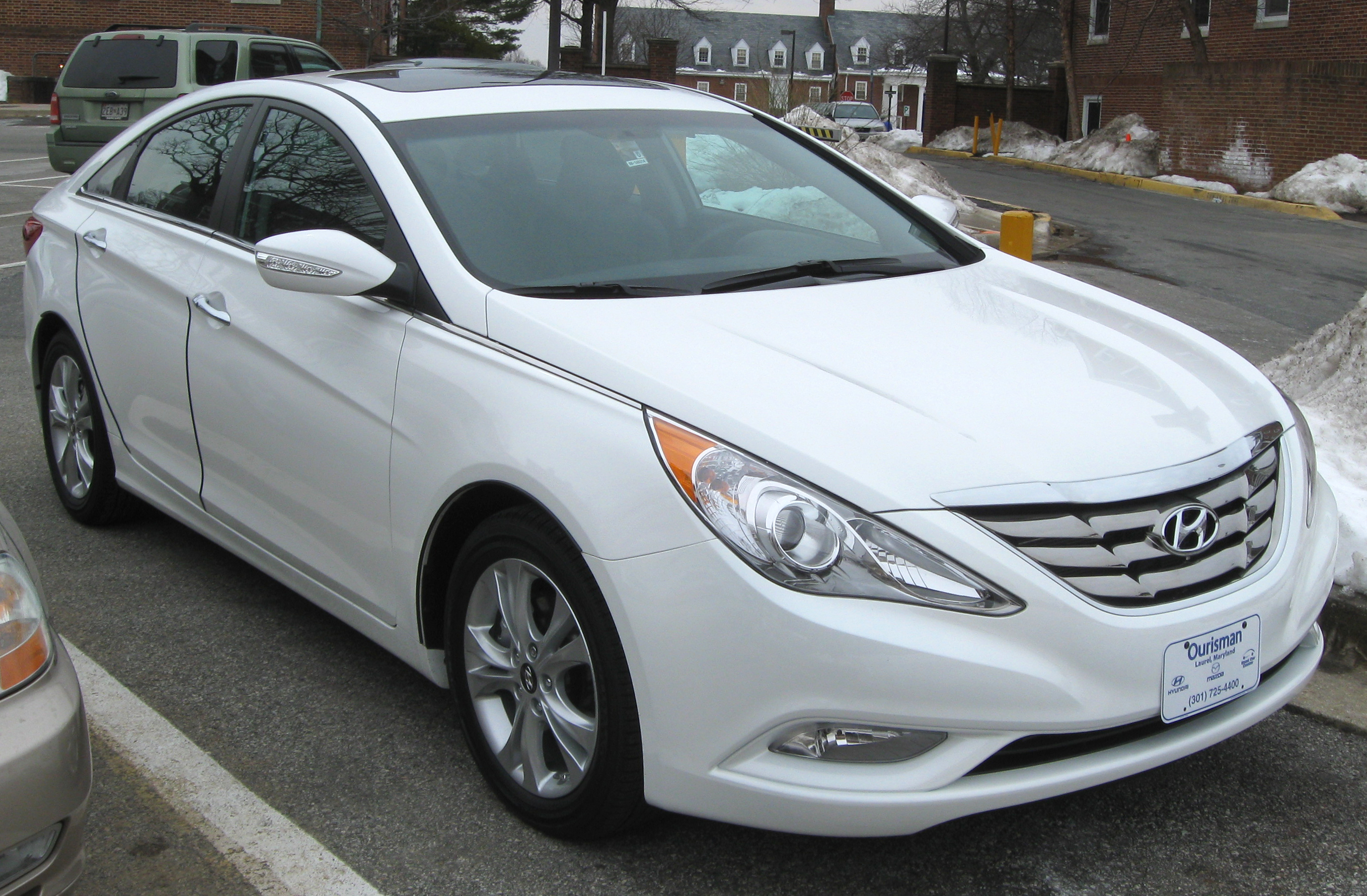
Hyundai Sonata
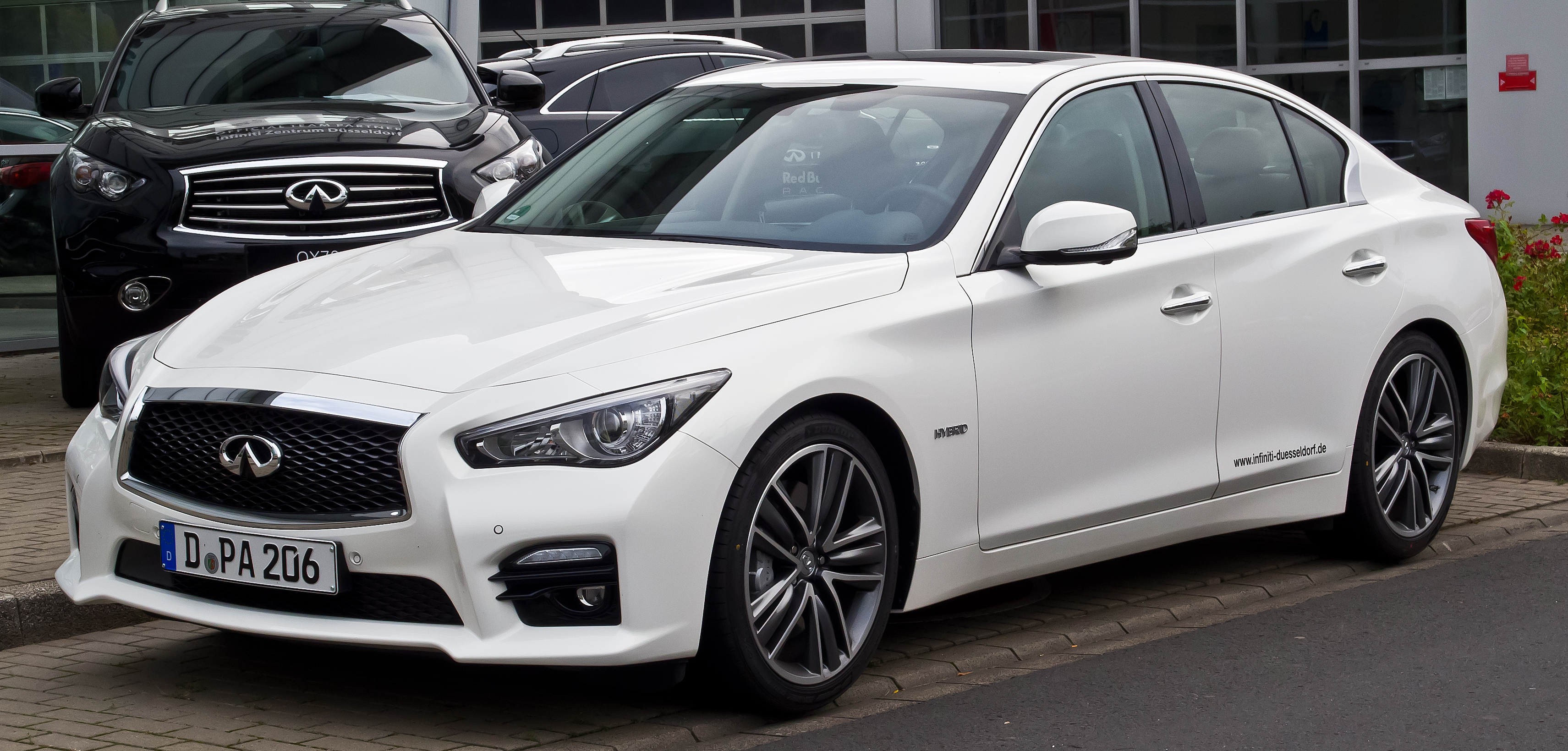
Infiniti Q50
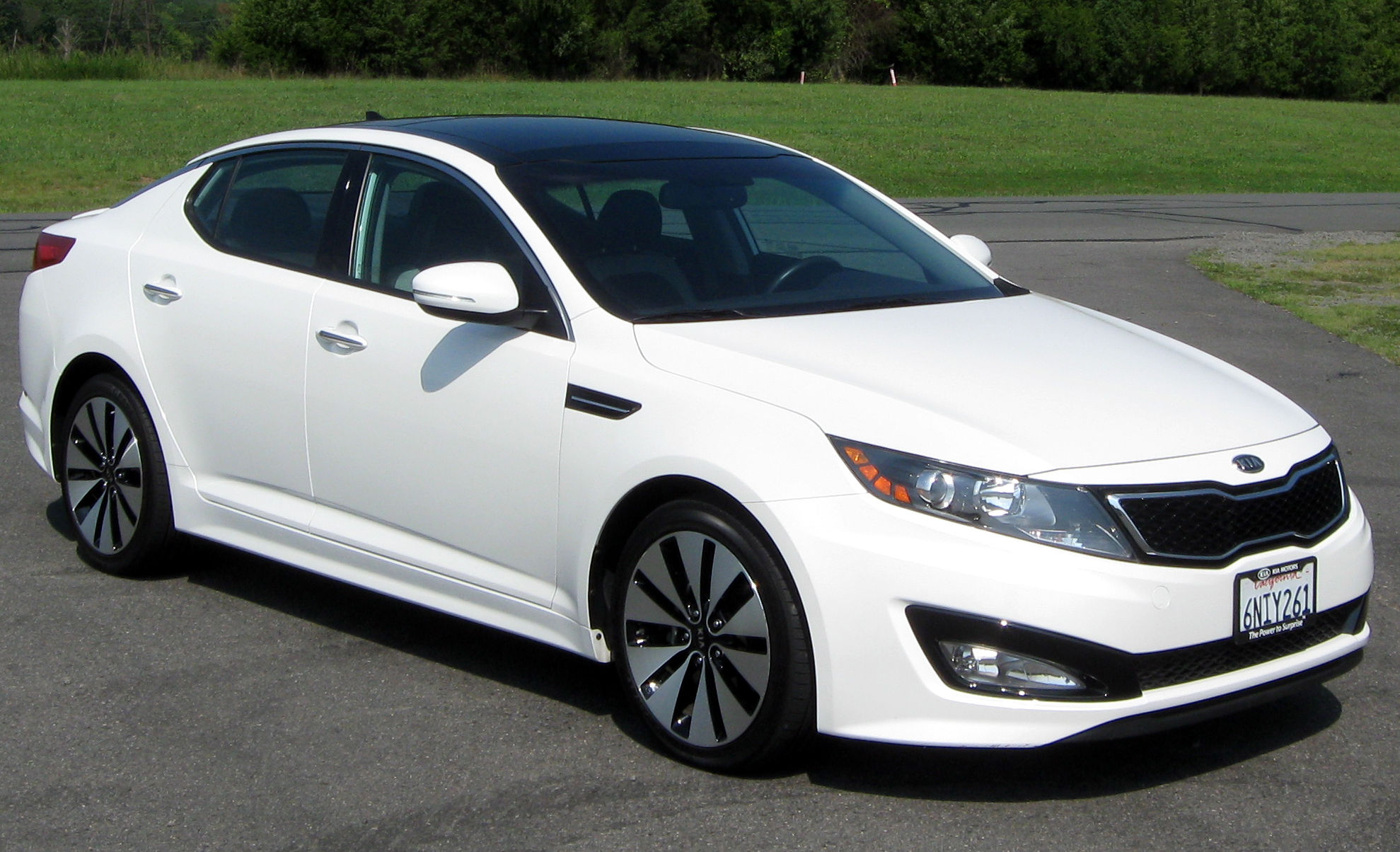
Kia Magentis
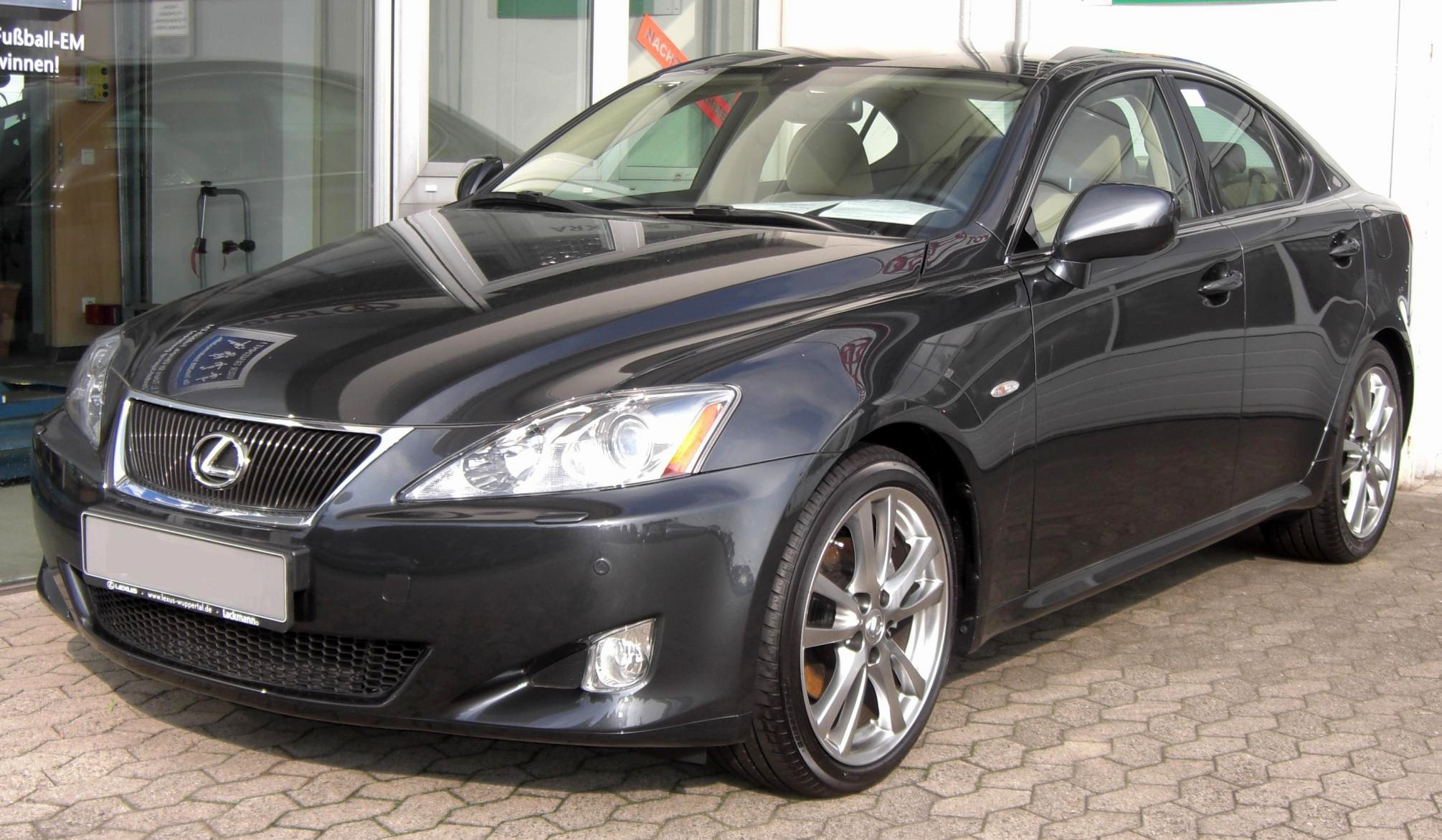
Lexus IS
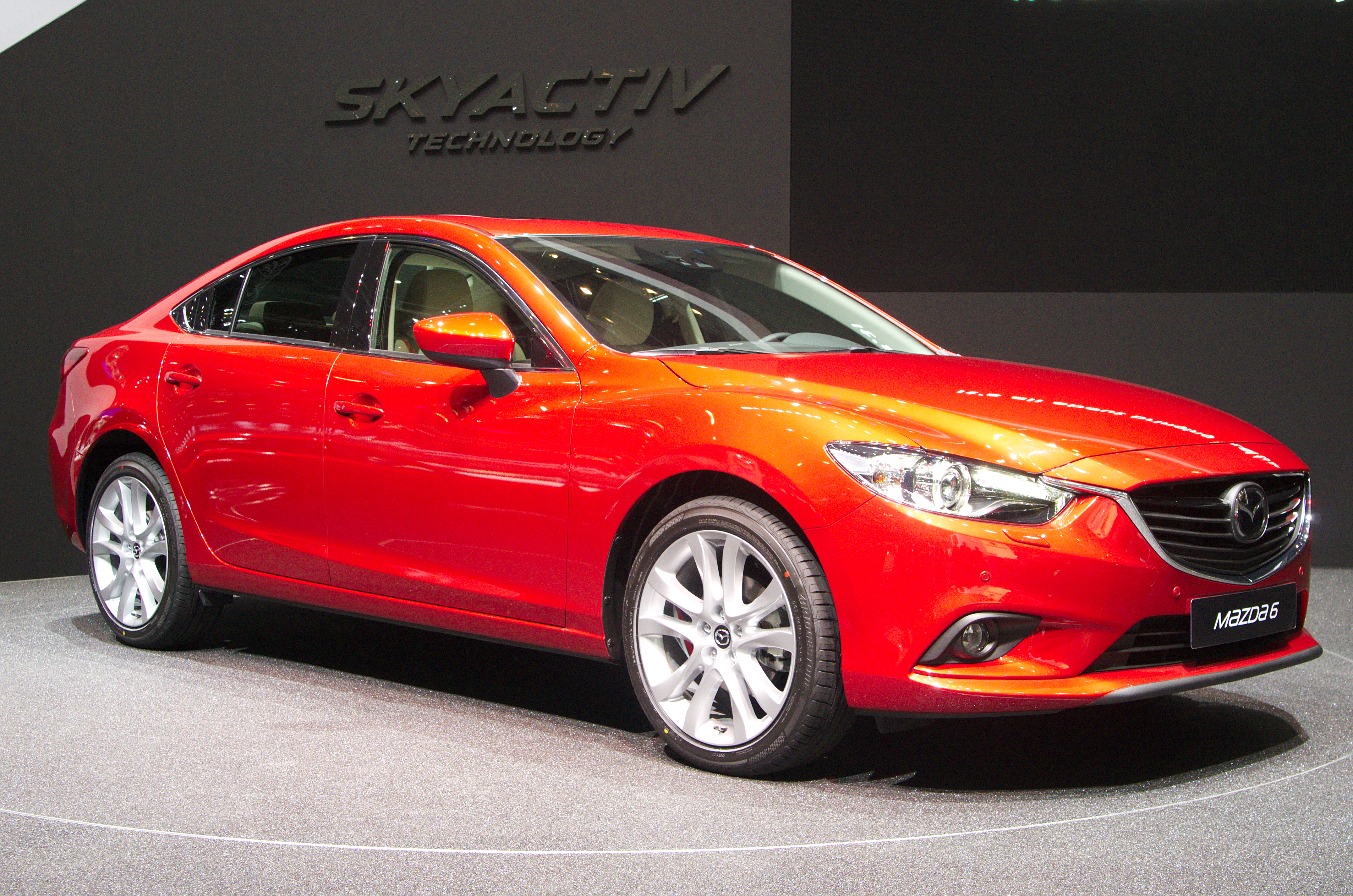
Mazda 6
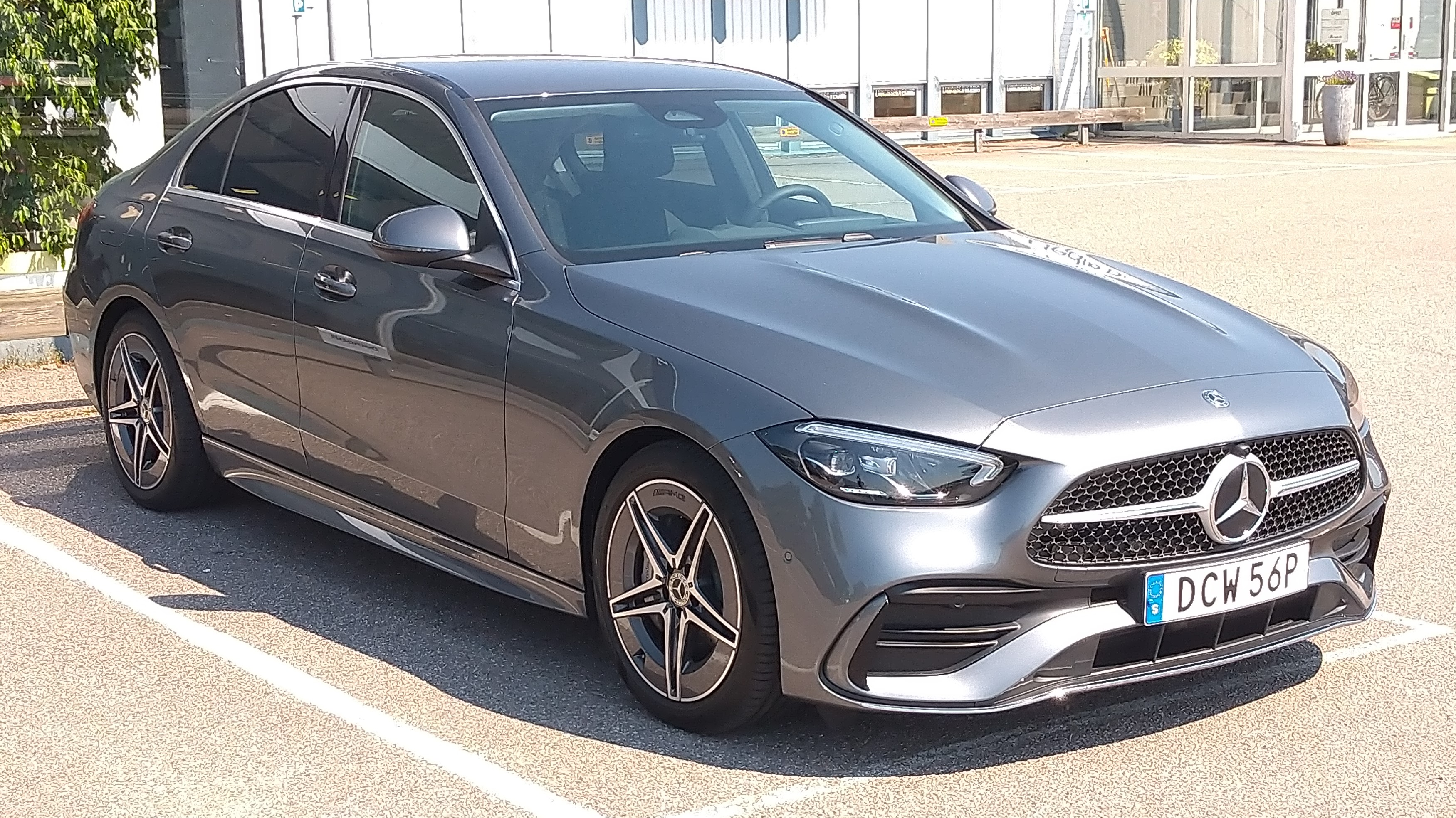
Mercedes Classe C
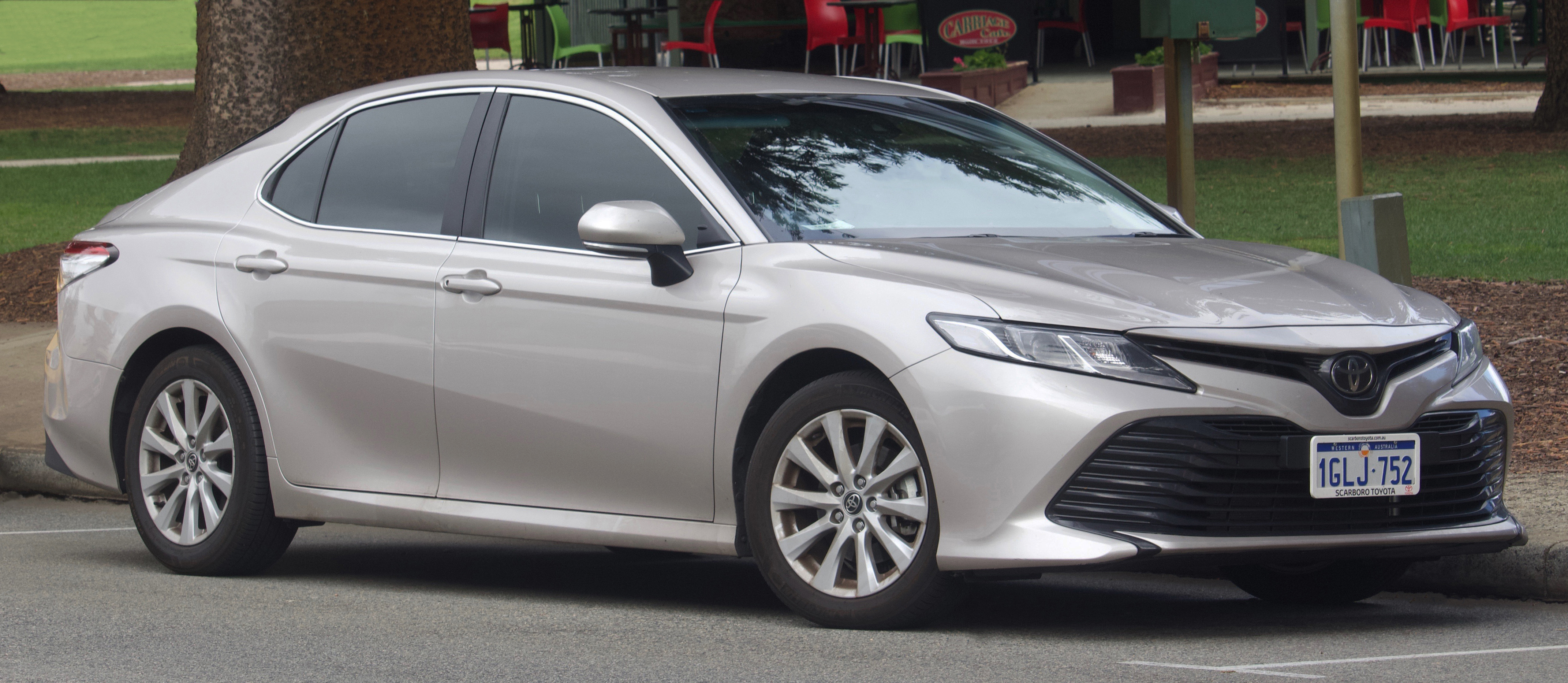
Toyota Camry
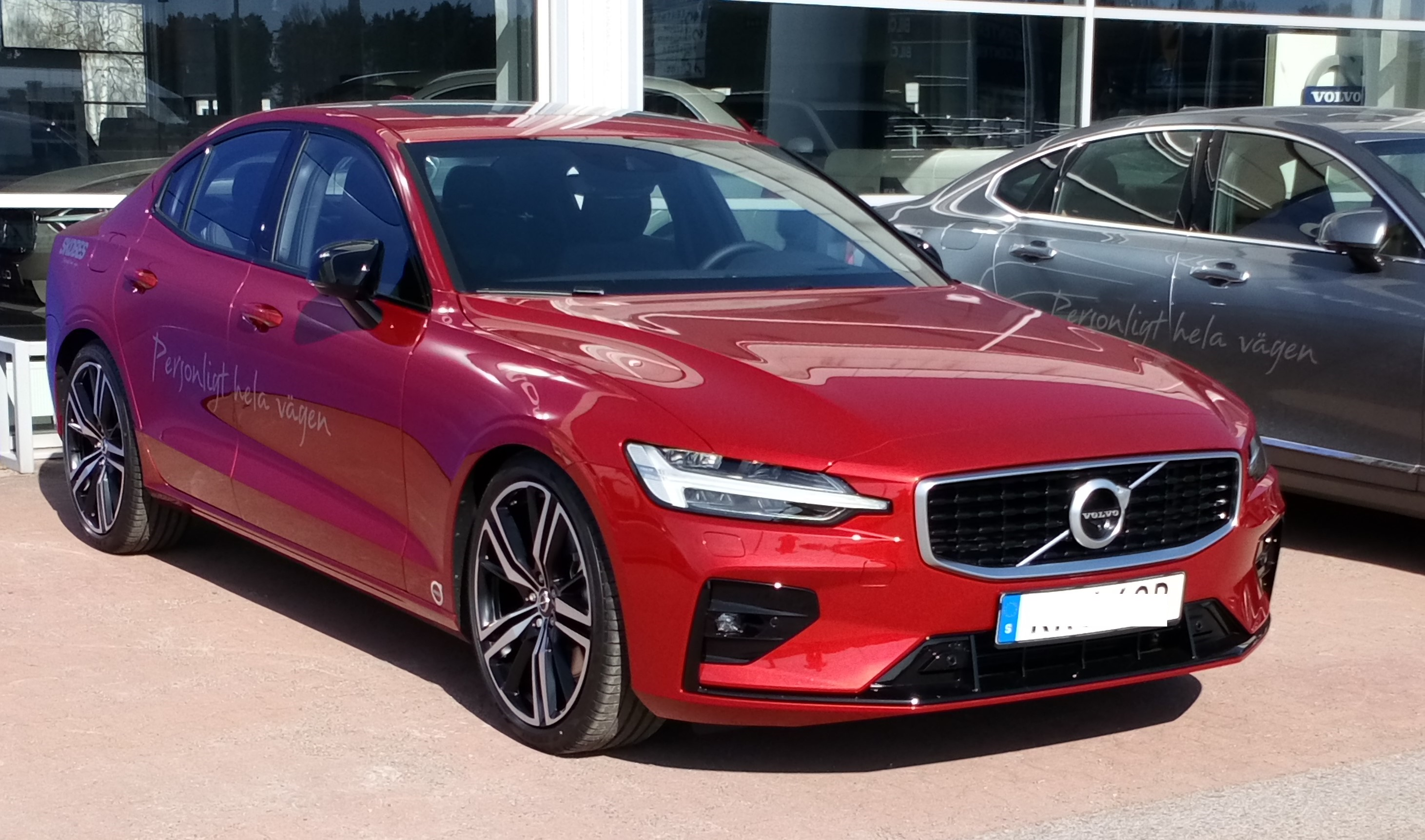
Volvo S60
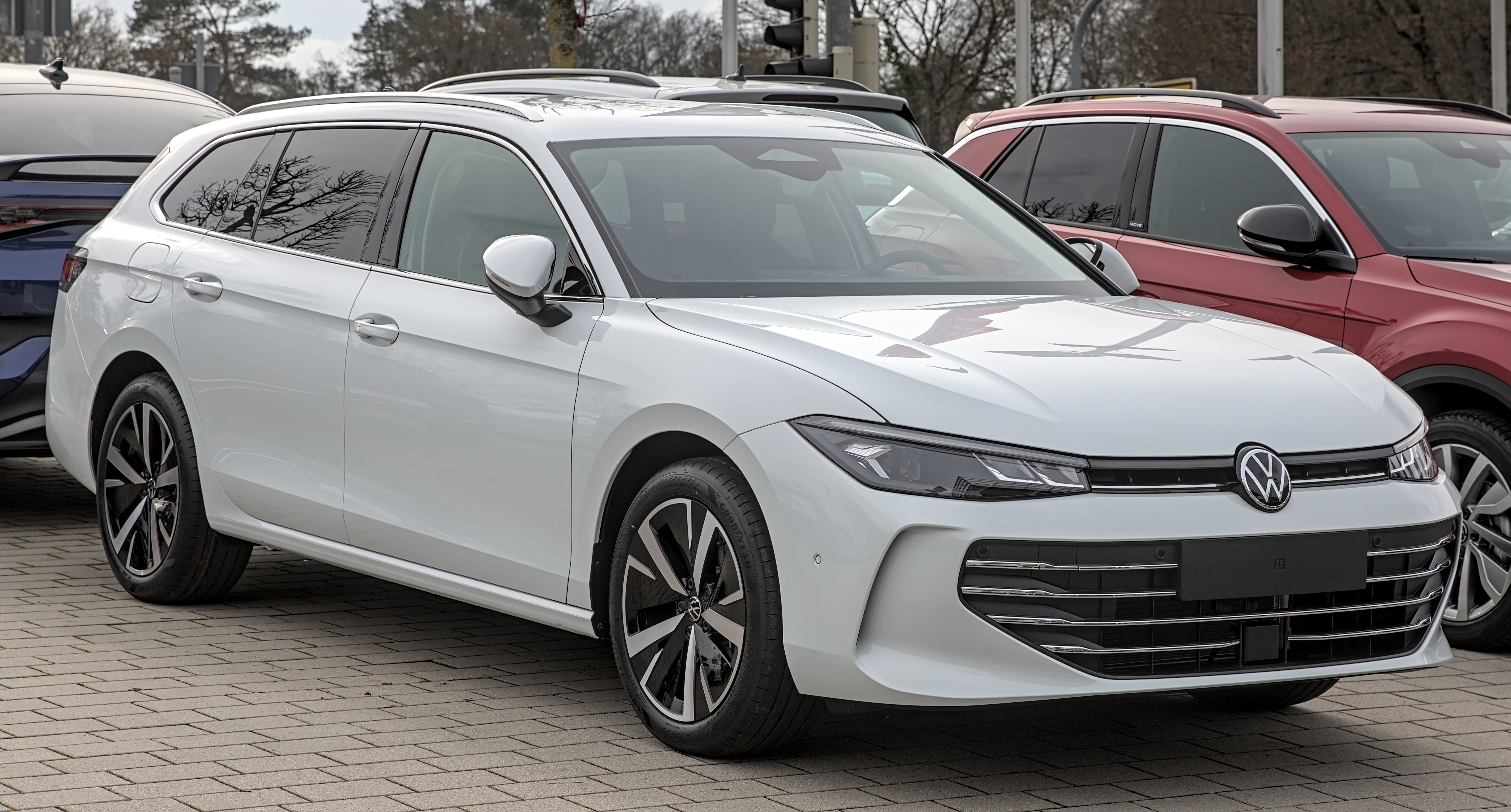
Volkswagen Passat
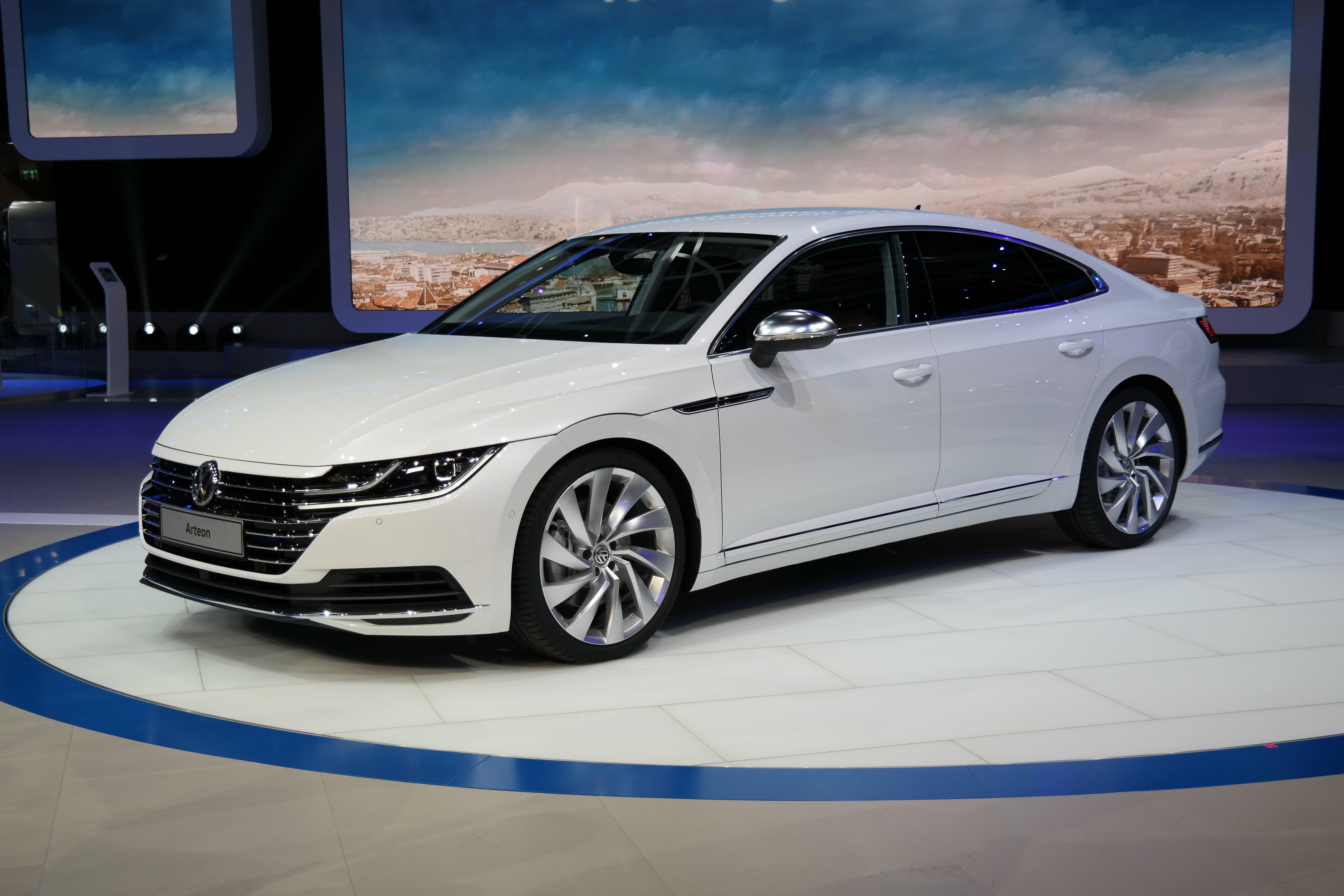
Volkswagen Arteon

### Anciens modèles

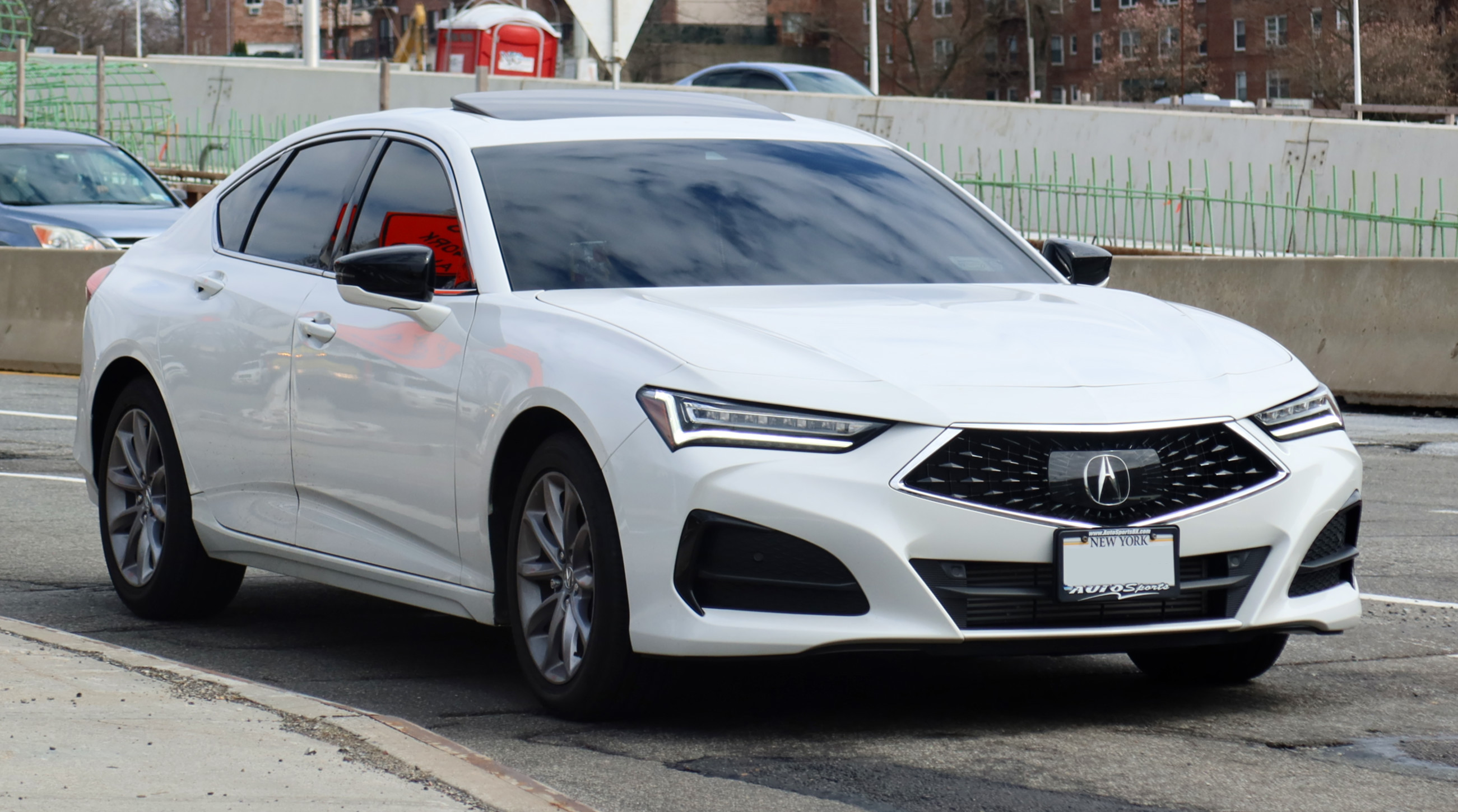
Acura TLX
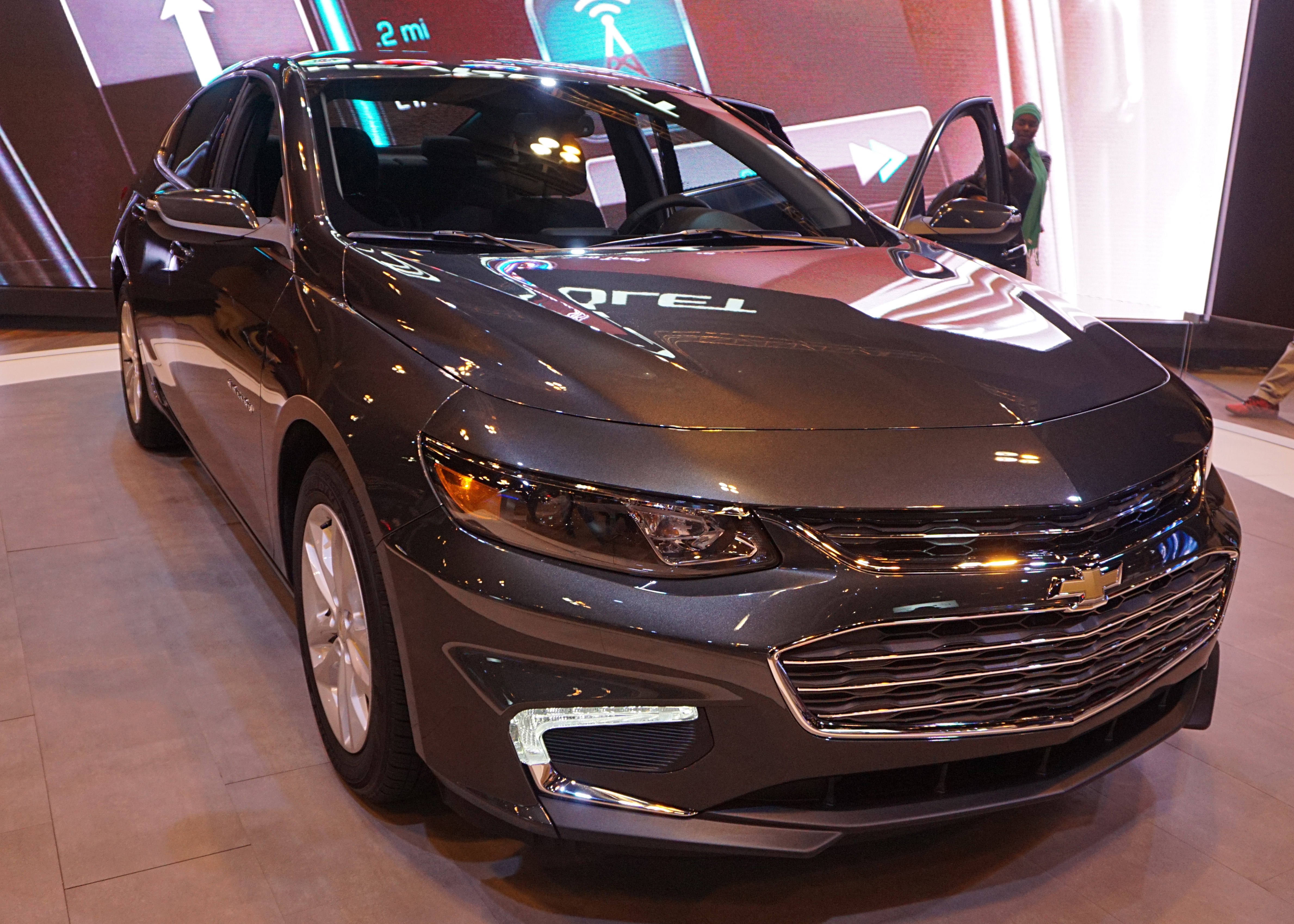
Chevrolet Malibu
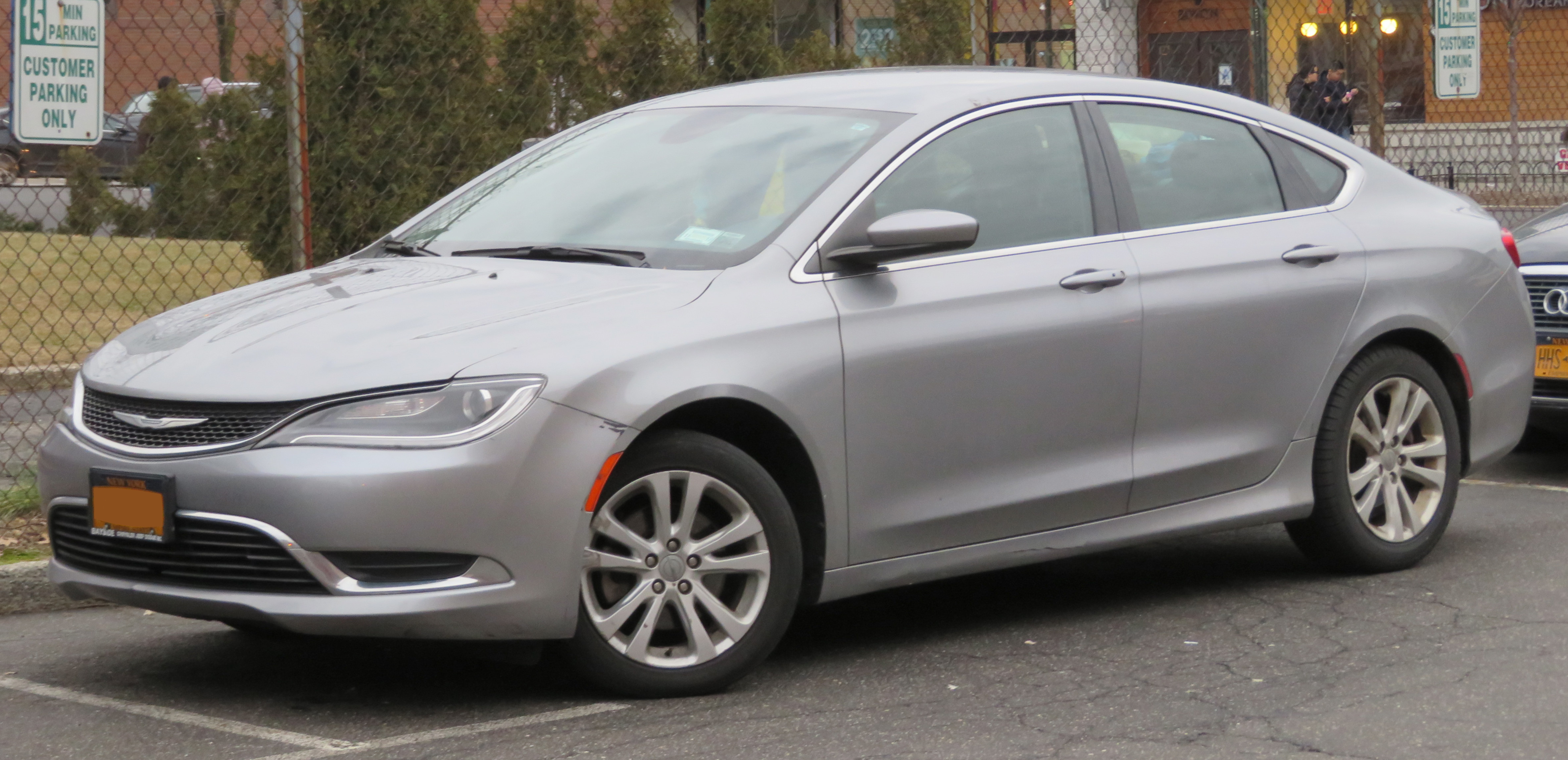
Chrysler 200
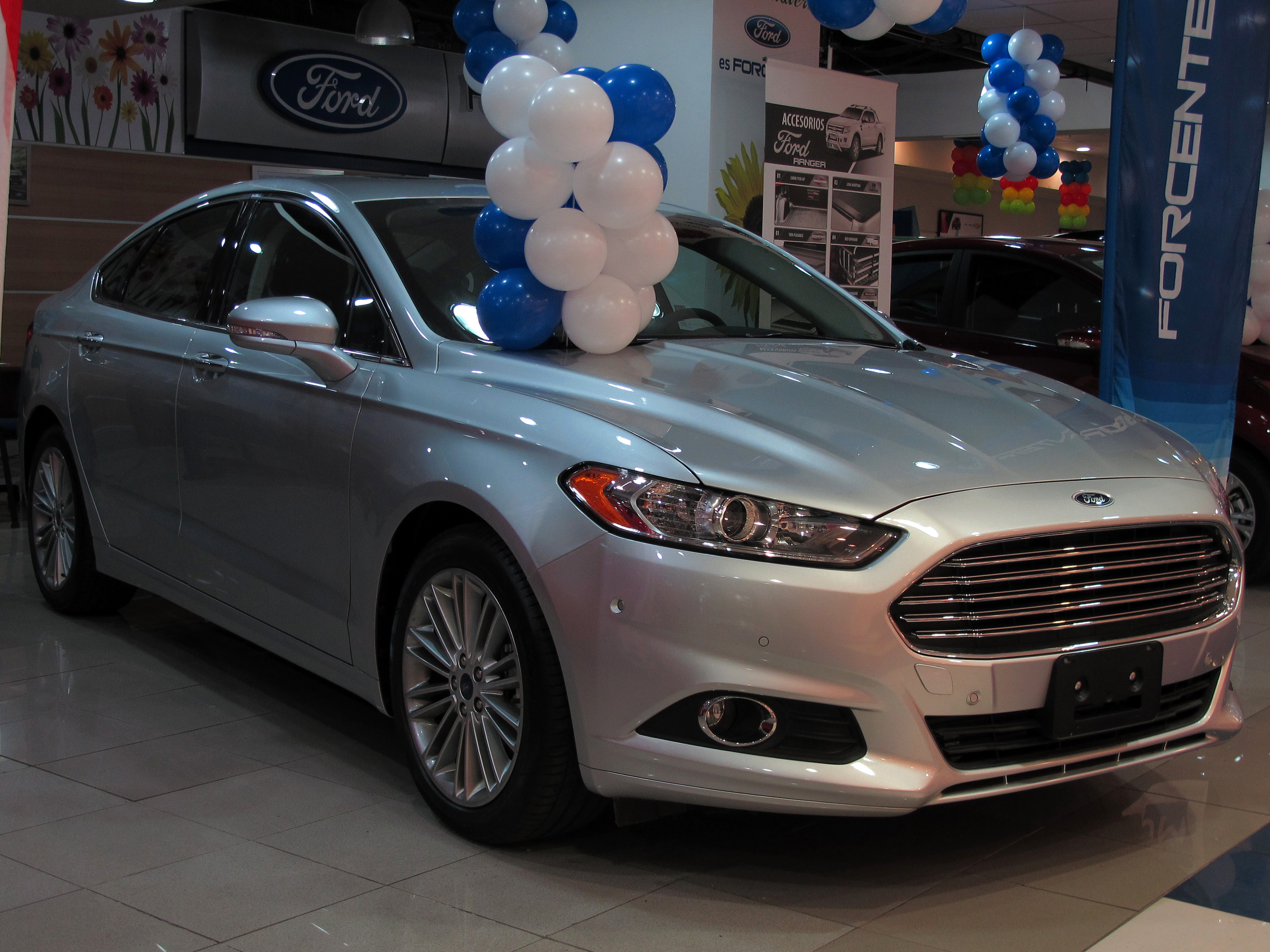
Ford Fusion
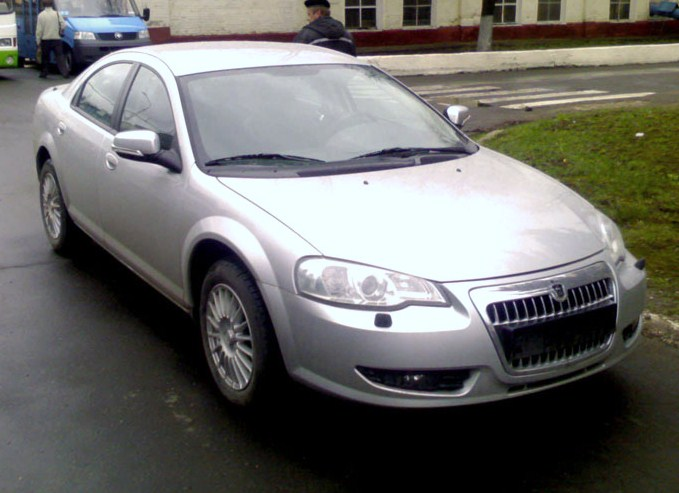
Volga Siber
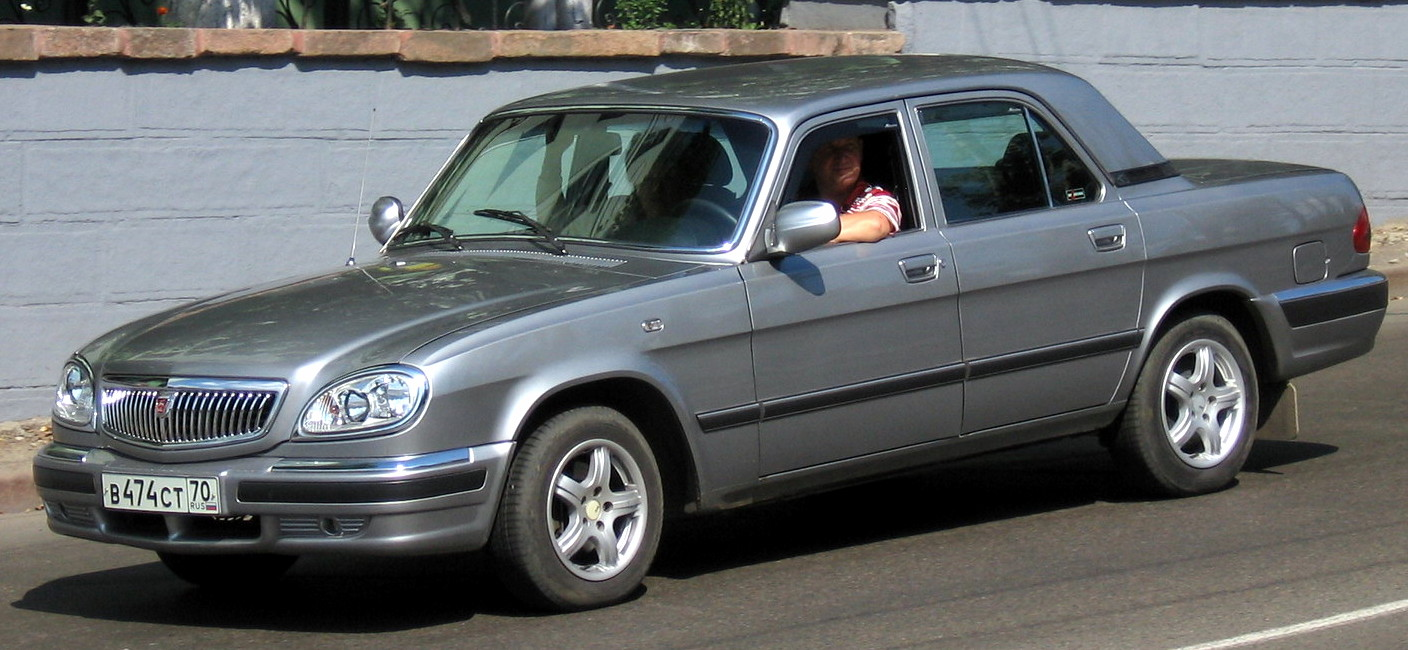
GAZ Wolga 31105
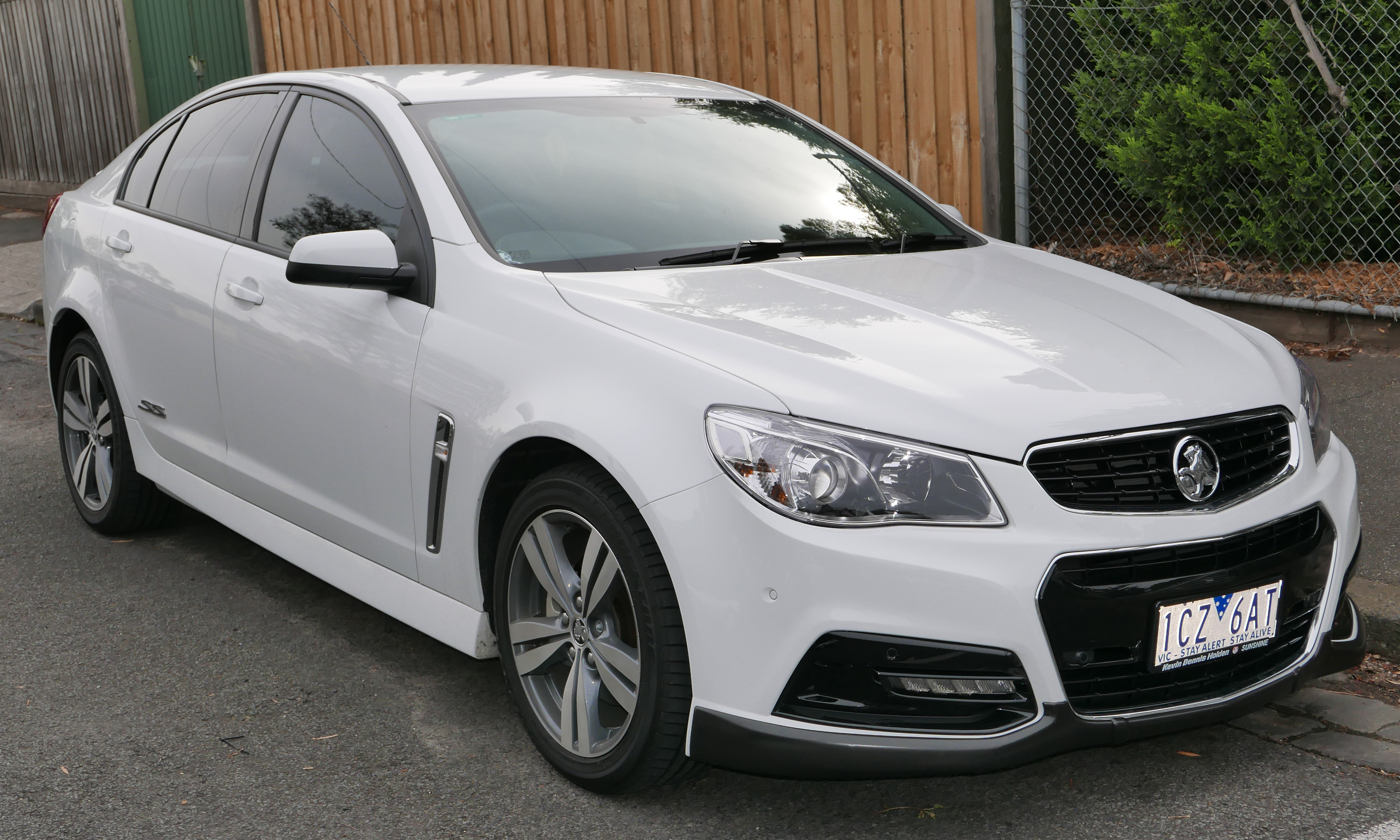
Holden Commodore
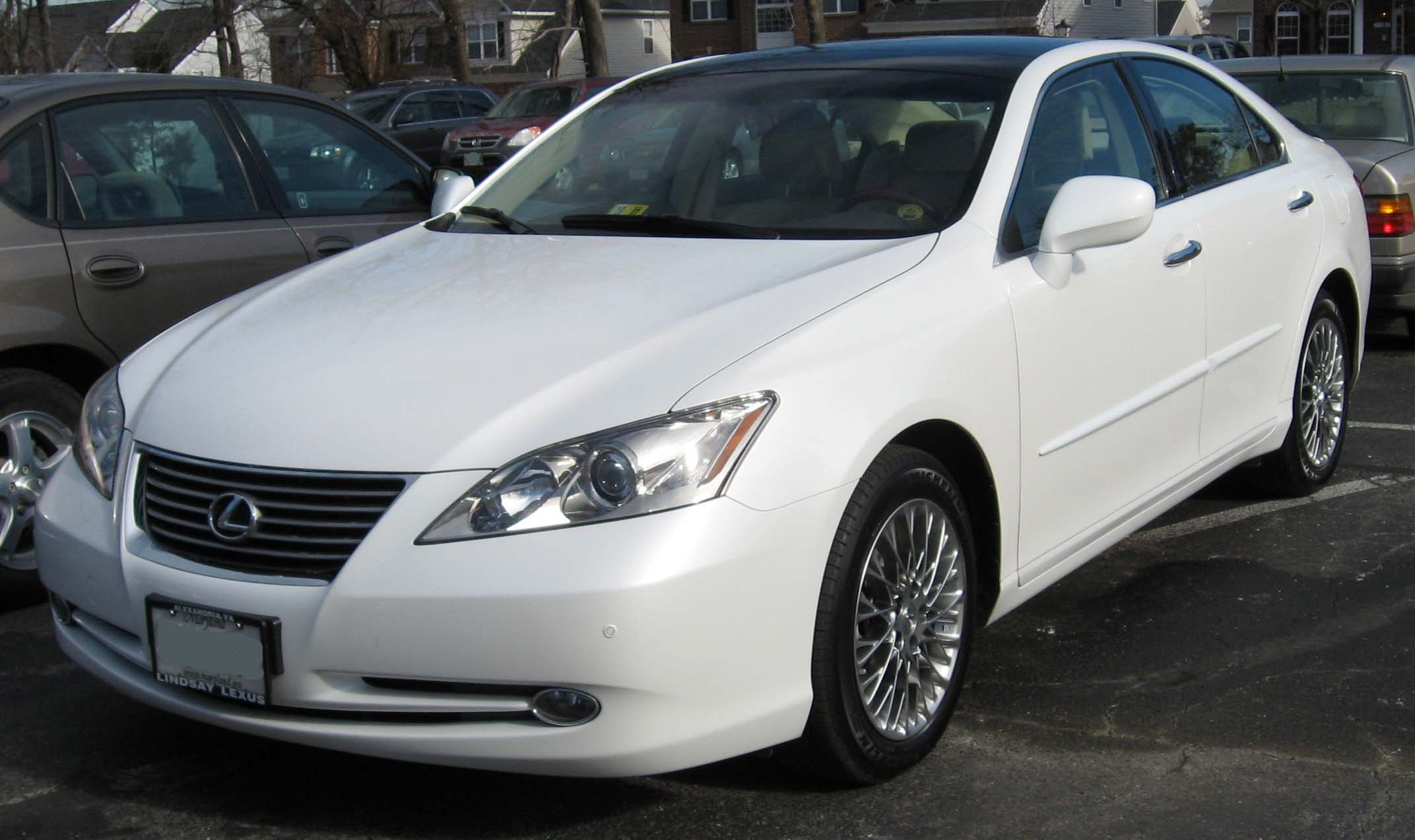
Lexus ES
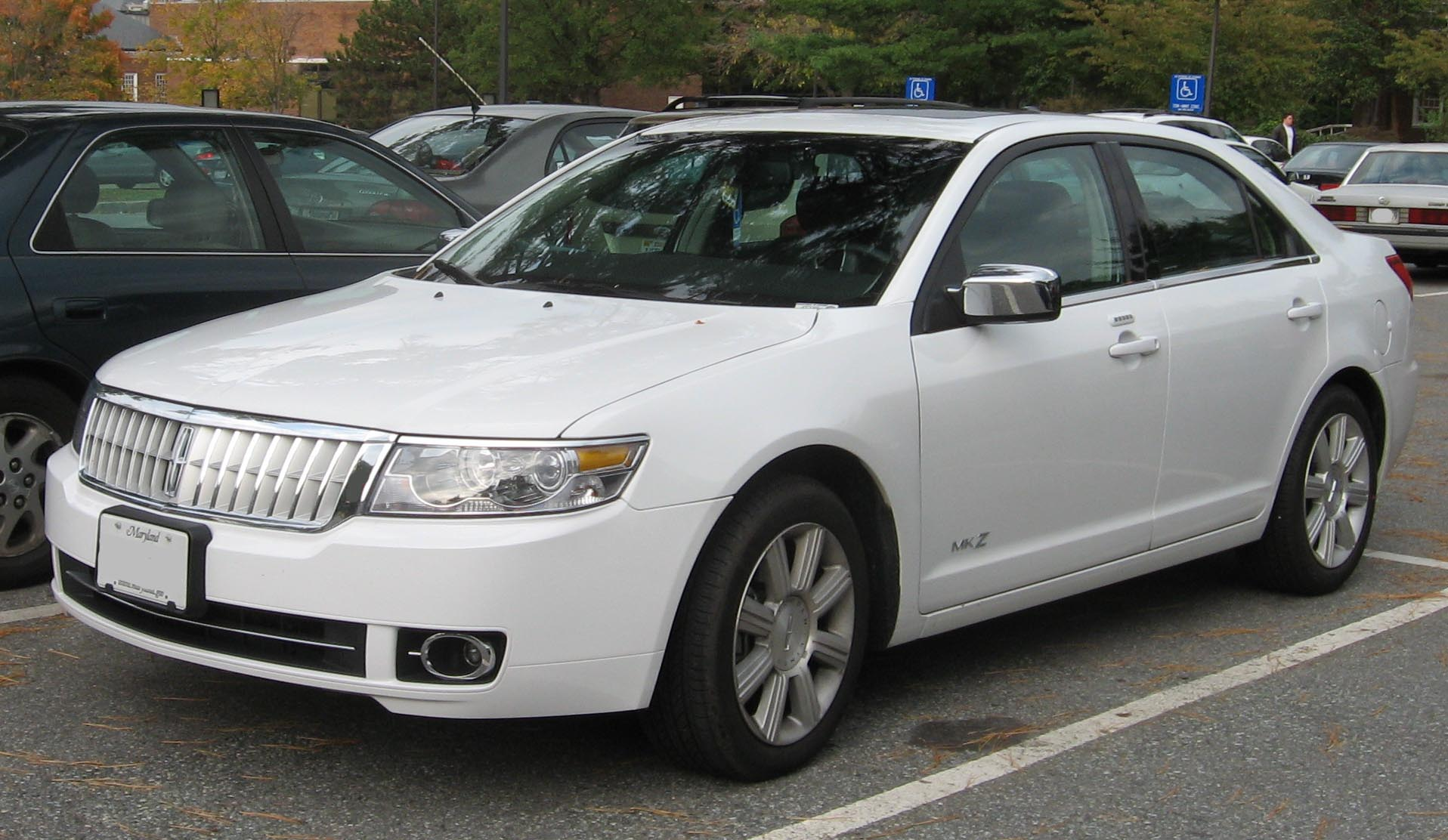
Lincoln MKZ
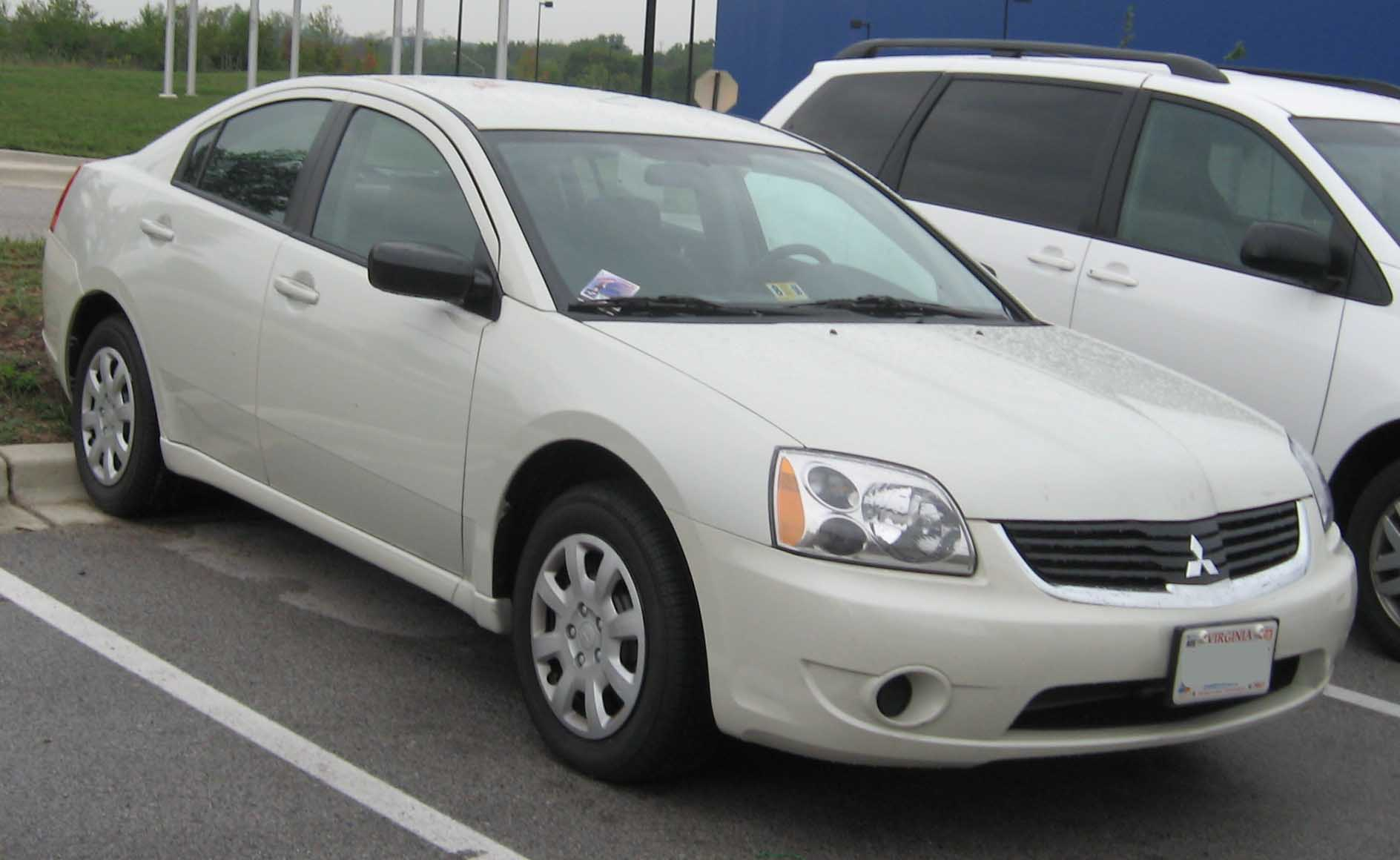
Mitsubishi Galant
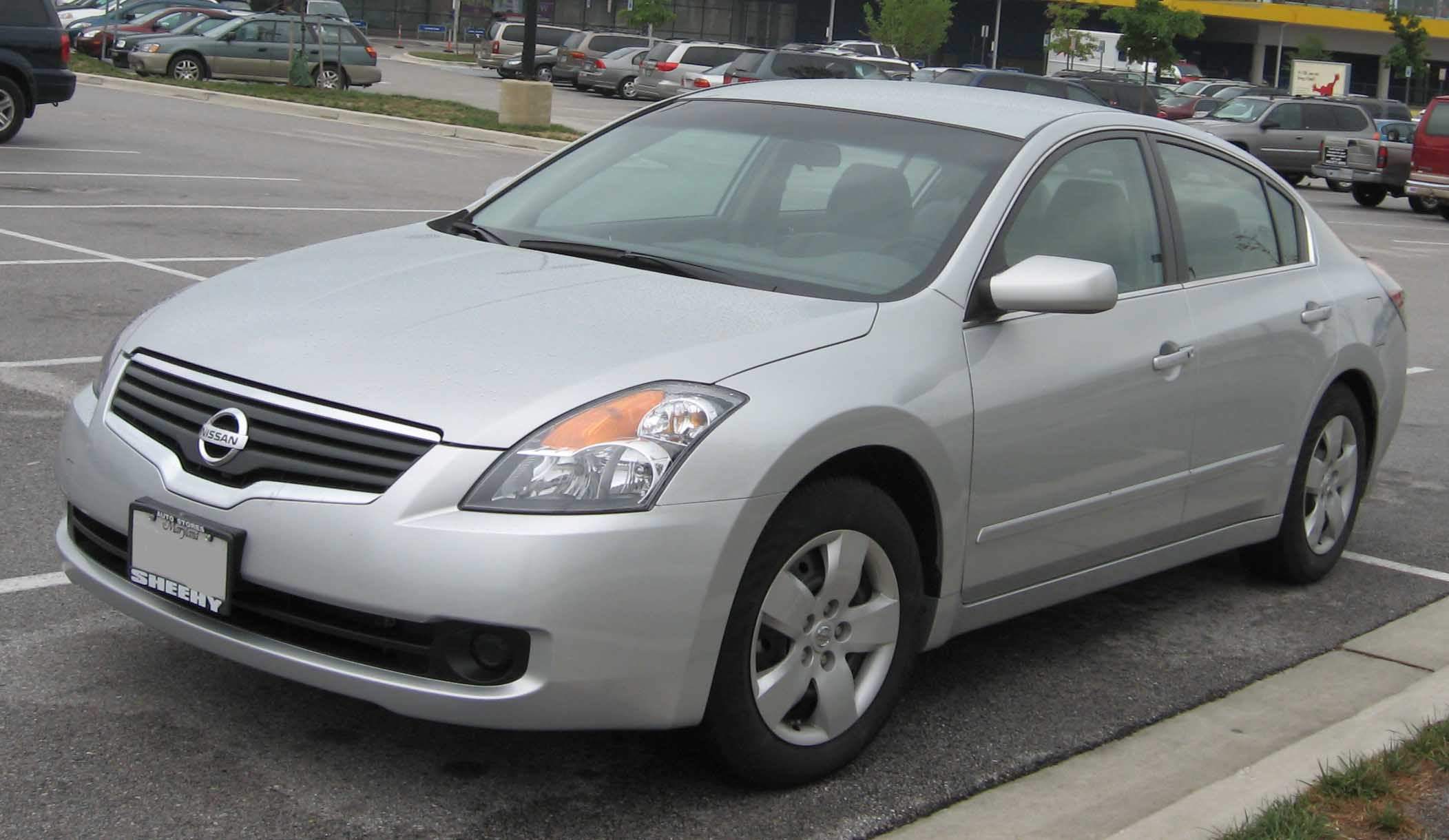
Nissan Altima
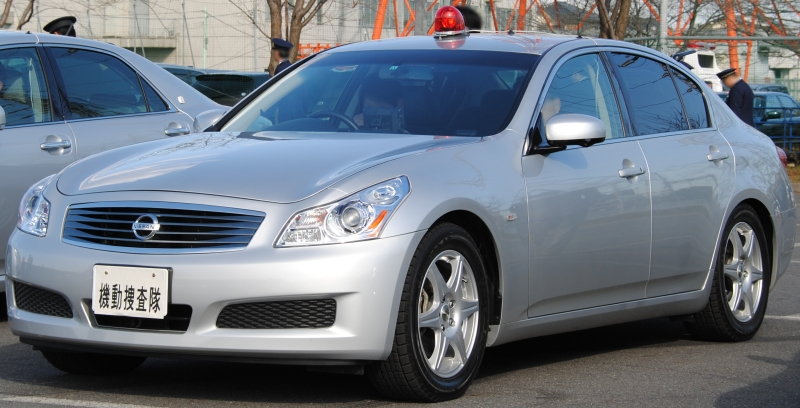
Nissan Skyline
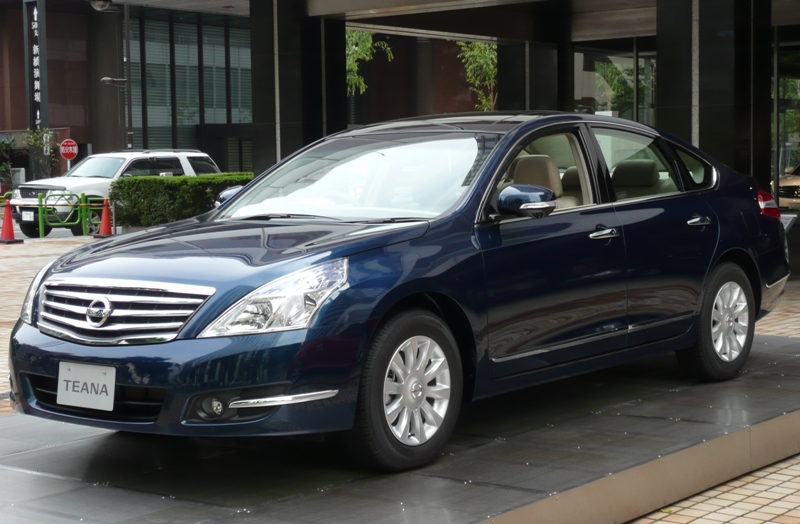
Nissan Teana
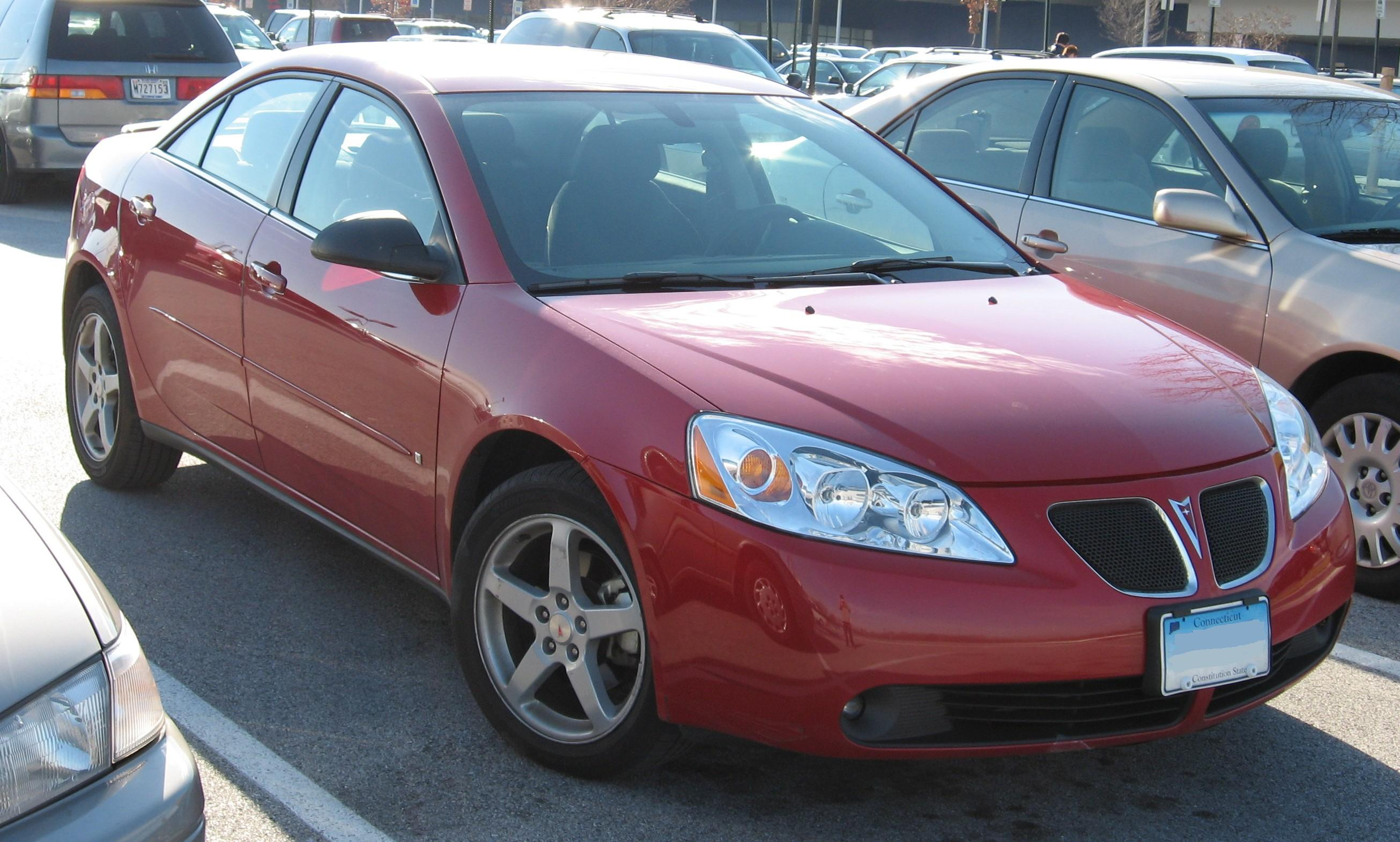
Pontiac G6
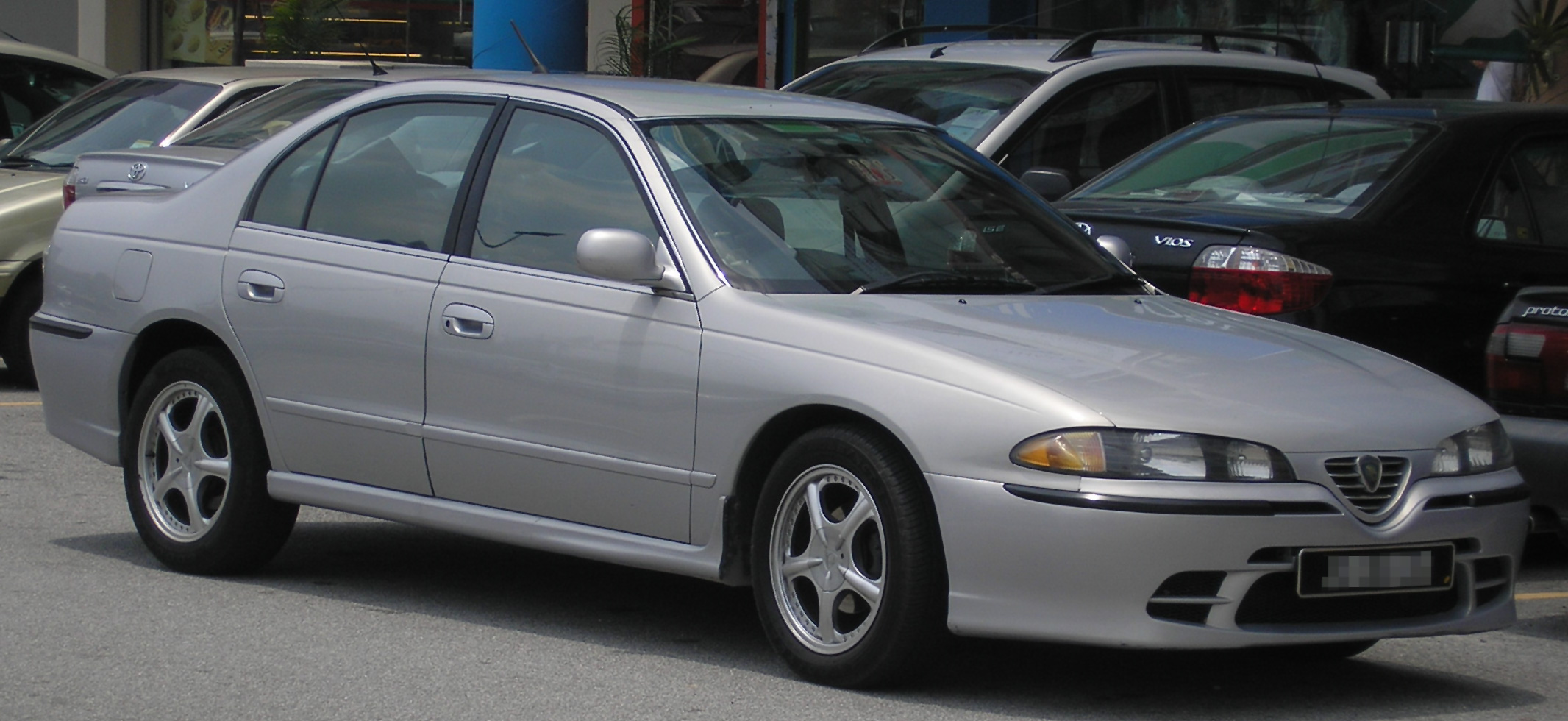
Proton Perdana
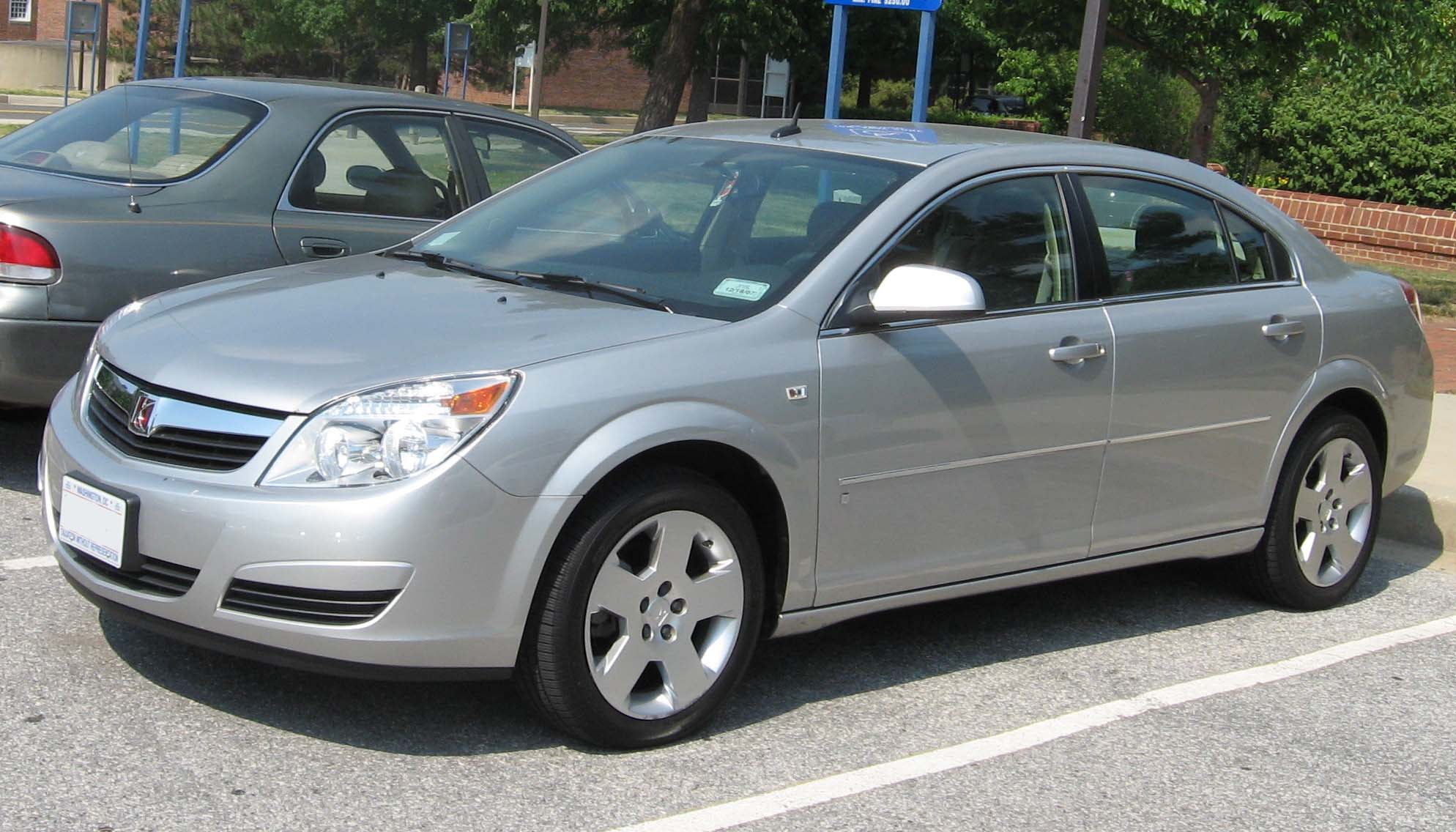
Saturn Aura
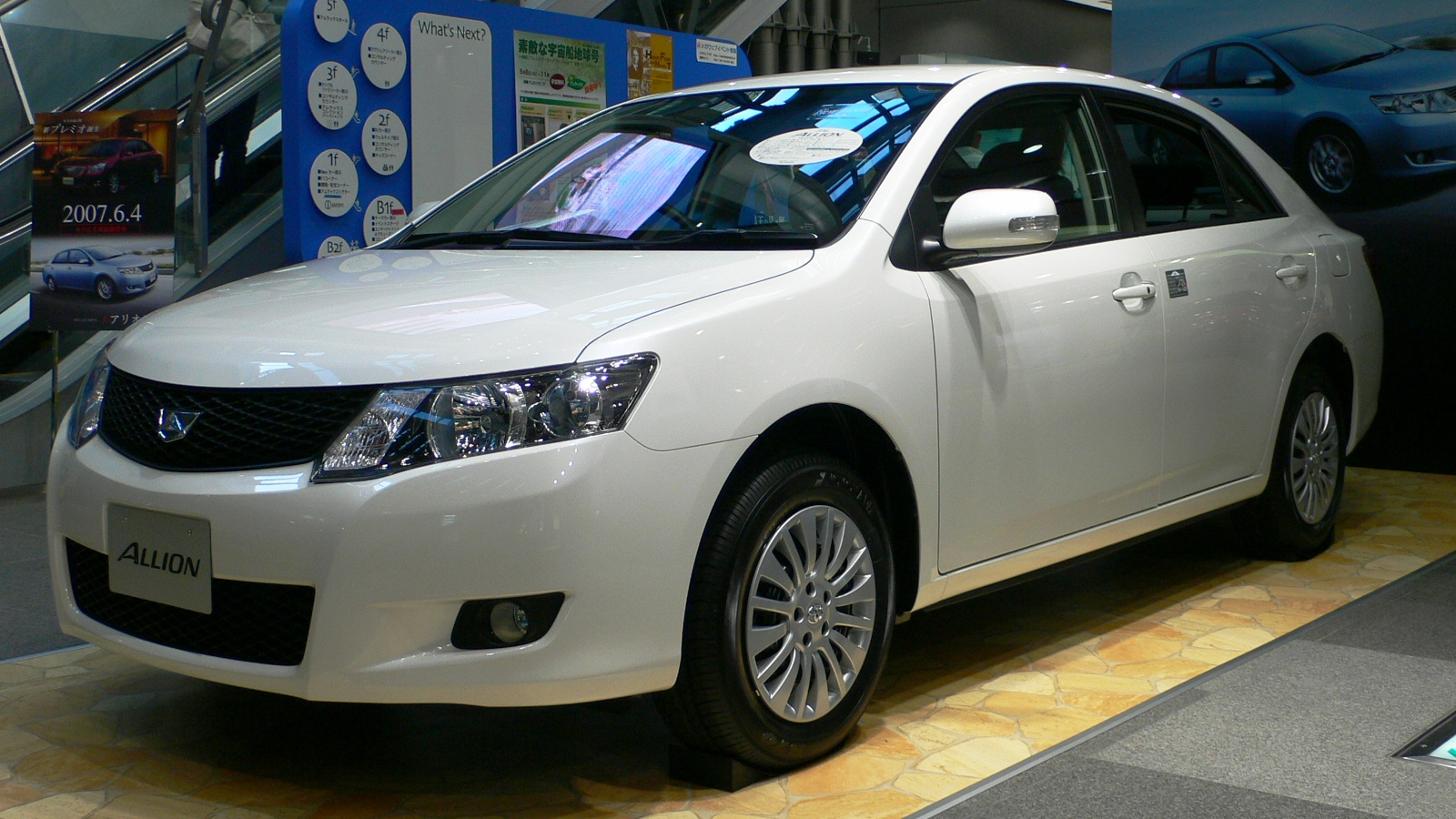
Toyota Allion
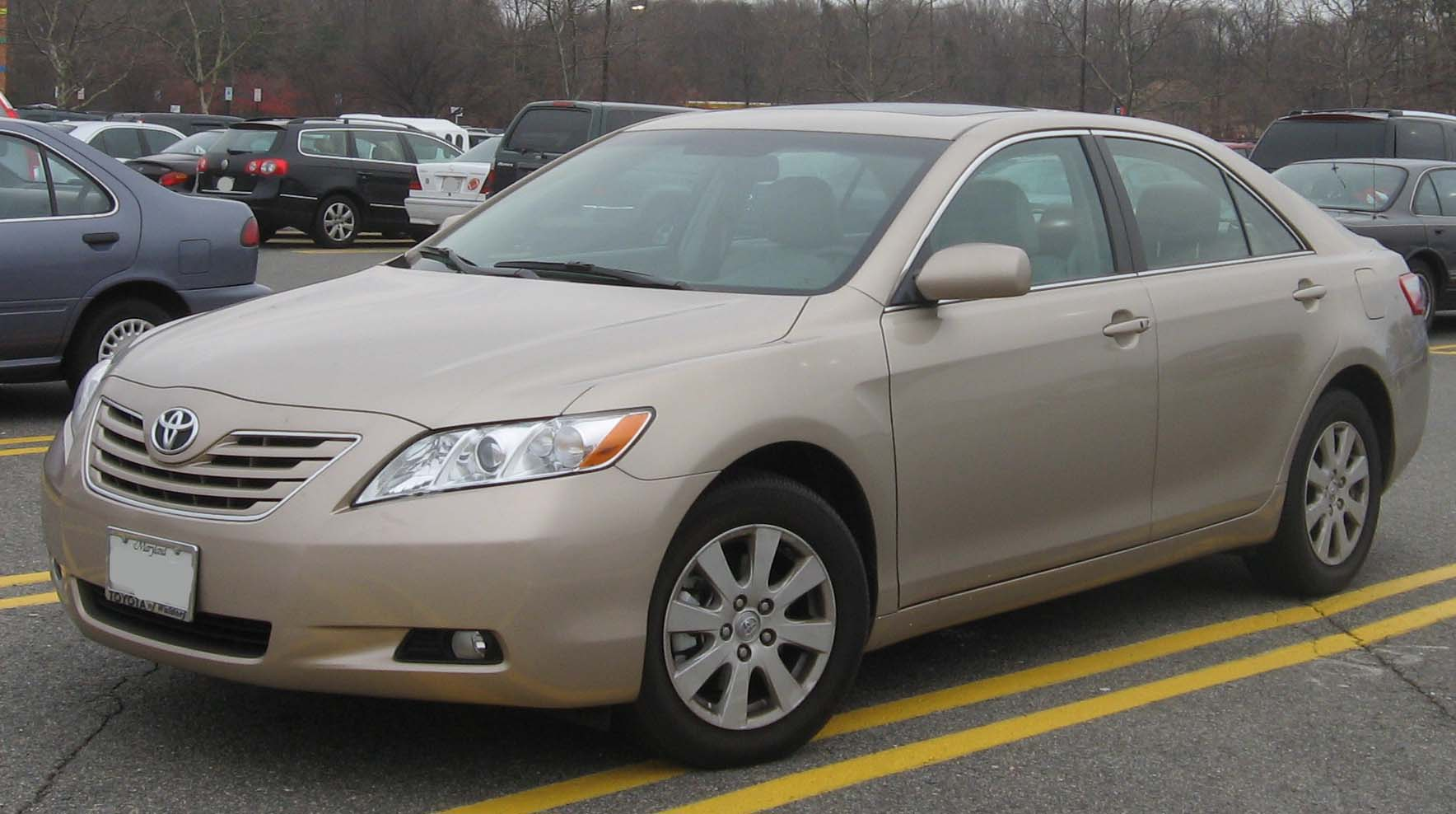
Toyota Camry
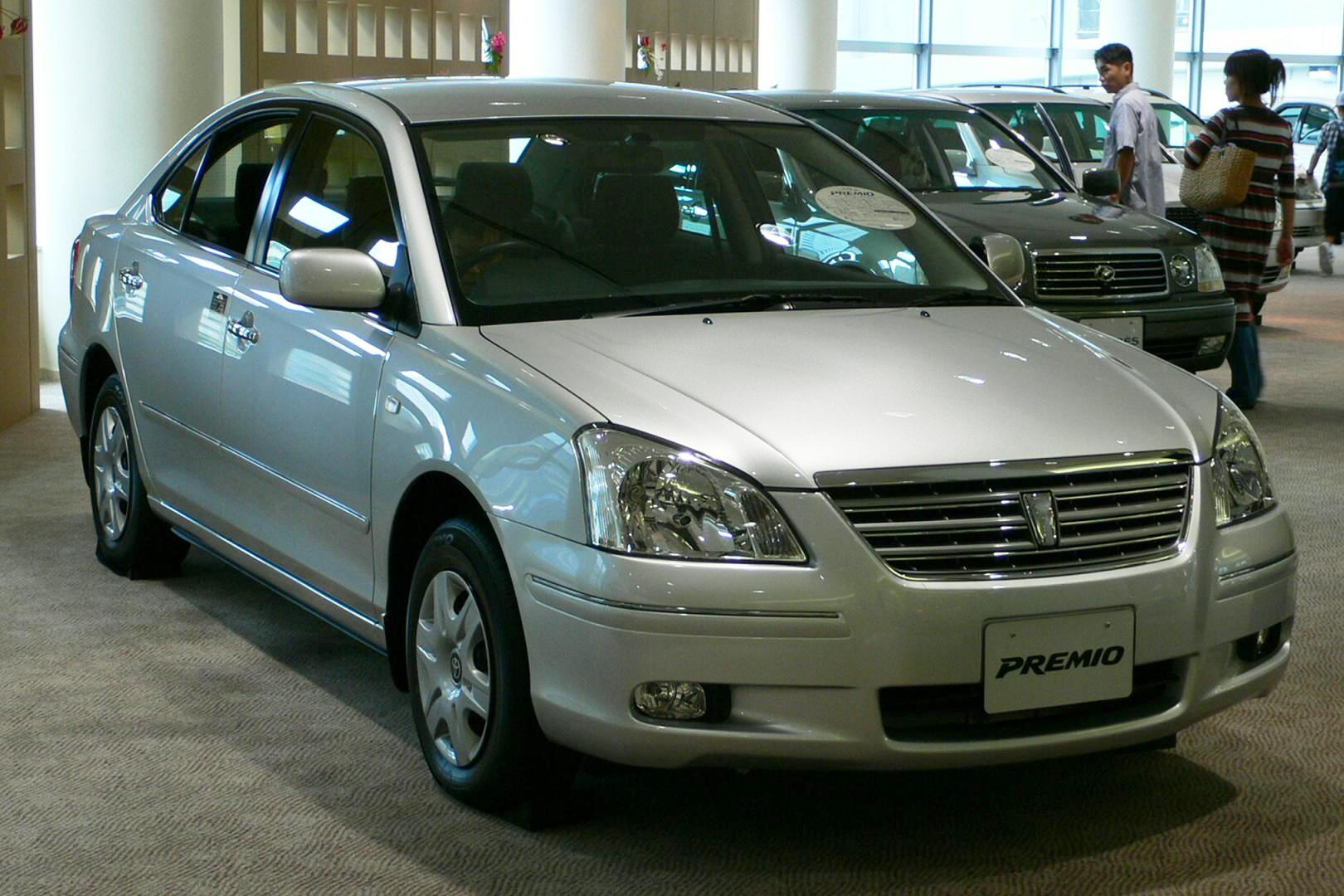
Toyota Premio